# 尾鷲市
尾鷲市（おわせし）は、三重県の南部に位置する市。1954年（昭和29年）6月20日に1町4村の合併により誕生した。

## 地理
面積の90%は山林であり、海岸はリアス式海岸である。黒潮の流れる熊野灘に面し、背後を山に囲まれていることから南からの暖かく湿った空気が流れ込みやすい春から秋にかけて雨雲が発達しやすく、日本国内で見ても非常に雨が多い。年間降水量は1991年から2020年の平年値で3,969.6mmである。降水量は多いが、晴天時も多い。
現在市東部に位置する須賀利町は長年陸路が通じず、海路でつながる尾鷲市への編入を昭和の大合併の際に選択したため飛地の状態となっている。
尾鷲市の人口のうち8割以上が旧尾鷲町に集中している。市全体の人口は市制施行時より4割以上減少しているものの、旧尾鷲町区域の人口は約2割5分の減少にとどまっている。
- 山：大台ヶ原山系、高峰山、便石山、天狗倉山
- 川：矢ノ川、又口川、中川、古川(賀田)、北川、古川(上北山)、備後川
- 海域：熊野灘。将来、南海トラフ巨大地震が発生した際には、尾鷲市域に最大10mの津波が到達することが予想されている[5]。

### 地区
- 須賀利地区 - 須賀利町
- 尾鷲地区
  - 天満浦、北浦町、北浦東町、北浦西町、馬越町、宮ノ上町、座ノ下町、港町、中井町、栄町、野地町、朝日町、林町、瀬木山町、中村町、中央町、南陽町、坂場町、坂場西町、中井浦（中井浦坂場）、末広町、倉ノ谷町、古戸町、古戸野町、上野町、小川東町、小川西町、大滝町、泉町、新田町、光ヶ丘、国市松泉町、中川、矢浜1～4、桂ヶ丘、矢浜岡崎町、向井、矢浜大道、矢浜真砂、大曽根浦、南浦（南浦天満・南浦小原野・南浦矢浜）
- 九鬼地区 - 行野浦、九鬼町、早田町
- 北輪内地区 - 盛松、三木浦町、小脇町、名柄町、三木里町
- 南輪内地区 - 古江町、賀田町、曽根町、梶賀町

### 気候
南東の季節風の影響で降水量が非常に多い。その降水量は4000mm近くに達し、日照時間は降水量の割に多い。年平均気温は16.4℃。年間降水量過去最多は1954年の6174.5㎜である。
| 尾鷲特別地域気象観測所（尾鷲市南陽町、標高15m）の気候   | 尾鷲特別地域気象観測所（尾鷲市南陽町、標高15m）の気候 | 尾鷲特別地域気象観測所（尾鷲市南陽町、標高15m）の気候 | 尾鷲特別地域気象観測所（尾鷲市南陽町、標高15m）の気候 | 尾鷲特別地域気象観測所（尾鷲市南陽町、標高15m）の気候 | 尾鷲特別地域気象観測所（尾鷲市南陽町、標高15m）の気候 | 尾鷲特別地域気象観測所（尾鷲市南陽町、標高15m）の気候 | 尾鷲特別地域気象観測所（尾鷲市南陽町、標高15m）の気候 | 尾鷲特別地域気象観測所（尾鷲市南陽町、標高15m）の気候 | 尾鷲特別地域気象観測所（尾鷲市南陽町、標高15m）の気候 | 尾鷲特別地域気象観測所（尾鷲市南陽町、標高15m）の気候 | 尾鷲特別地域気象観測所（尾鷲市南陽町、標高15m）の気候 | 尾鷲特別地域気象観測所（尾鷲市南陽町、標高15m）の気候 | 尾鷲特別地域気象観測所（尾鷲市南陽町、標高15m）の気候 |
| 月                                                      | 1月                                                   | 2月                                                   | 3月                                                   | 4月                                                   | 5月                                                   | 6月                                                   | 7月                                                   | 8月                                                   | 9月                                                   | 10月                                                  | 11月                                                  | 12月                                                  | 年                                                    |
| ------------------------------------------------------- | ----------------------------------------------------- | ----------------------------------------------------- | ----------------------------------------------------- | ----------------------------------------------------- | ----------------------------------------------------- | ----------------------------------------------------- | ----------------------------------------------------- | ----------------------------------------------------- | ----------------------------------------------------- | ----------------------------------------------------- | ----------------------------------------------------- | ----------------------------------------------------- | ----------------------------------------------------- |
| 最高気温記録 °C （°F）                                  | 22.4 (72.3)                                           | 27.1 (80.8)                                           | 26.5 (79.7)                                           | 30.3 (86.5)                                           | 33.1 (91.6)                                           | 37.3 (99.1)                                           | 38.6 (101.5)                                          | 38.8 (101.8)                                          | 36.6 (97.9)                                           | 31.9 (89.4)                                           | 29.8 (85.6)                                           | 25.6 (78.1)                                           | 38.8 (101.8)                                          |
| 平均最高気温 °C （°F）                                  | 11.5 (52.7)                                           | 12.4 (54.3)                                           | 15.4 (59.7)                                           | 19.7 (67.5)                                           | 23.2 (73.8)                                           | 25.7 (78.3)                                           | 29.6 (85.3)                                           | 30.9 (87.6)                                           | 27.9 (82.2)                                           | 23.4 (74.1)                                           | 18.8 (65.8)                                           | 14.0 (57.2)                                           | 21.1 (70)                                             |
| 日平均気温 °C （°F）                                    | 6.5 (43.7)                                            | 7.2 (45)                                              | 10.3 (50.5)                                           | 14.7 (58.5)                                           | 18.7 (65.7)                                           | 21.9 (71.4)                                           | 25.8 (78.4)                                           | 26.8 (80.2)                                           | 23.8 (74.8)                                           | 18.8 (65.8)                                           | 13.7 (56.7)                                           | 8.8 (47.8)                                            | 16.4 (61.5)                                           |
| 平均最低気温 °C （°F）                                  | 2.0 (35.6)                                            | 2.3 (36.1)                                            | 5.3 (41.5)                                            | 9.9 (49.8)                                            | 14.4 (57.9)                                           | 18.6 (65.5)                                           | 22.7 (72.9)                                           | 23.5 (74.3)                                           | 20.4 (68.7)                                           | 14.9 (58.8)                                           | 9.1 (48.4)                                            | 4.2 (39.6)                                            | 12.3 (54.1)                                           |
| 最低気温記録 °C （°F）                                  | −6.9 (19.6)                                           | −6.2 (20.8)                                           | −5.0 (23)                                             | −1.9 (28.6)                                           | 2.8 (37)                                              | 8.6 (47.5)                                            | 13.8 (56.8)                                           | 12.6 (54.7)                                           | 9.4 (48.9)                                            | 3.7 (38.7)                                            | −1.3 (29.7)                                           | −4.6 (23.7)                                           | −6.9 (19.6)                                           |
| 降水量 mm （inch）                                      | 106.0 (4.173)                                         | 118.8 (4.677)                                         | 233.8 (9.205)                                         | 295.4 (11.63)                                         | 360.5 (14.193)                                        | 436.6 (17.189)                                        | 405.2 (15.953)                                        | 427.3 (16.823)                                        | 745.7 (29.358)                                        | 507.6 (19.984)                                        | 211.5 (8.327)                                         | 121.3 (4.776)                                         | 3,969.6 (156.283)                                     |
| 平均降水日数 （≥0.5 mm）                                | 6.3                                                   | 7.1                                                   | 10.7                                                  | 10.7                                                  | 12.3                                                  | 15.6                                                  | 14.4                                                  | 13.2                                                  | 15.1                                                  | 12.9                                                  | 8.1                                                   | 6.5                                                   | 132.9                                                 |
| % 湿度                                                  | 60                                                    | 61                                                    | 63                                                    | 68                                                    | 74                                                    | 81                                                    | 82                                                    | 80                                                    | 80                                                    | 76                                                    | 71                                                    | 64                                                    | 72                                                    |
| 平均月間日照時間                                        | 179.8                                                 | 170.5                                                 | 192.9                                                 | 191.0                                                 | 181.7                                                 | 124.2                                                 | 158.6                                                 | 178.4                                                 | 130.5                                                 | 136.3                                                 | 152.6                                                 | 174.5                                                 | 1,965.9                                               |
| 出典：気象庁 (平均値：1991年-2020年、極値：1938年-現在) |                                                       |                                                       |                                                       |                                                       |                                                       |                                                       |                                                       |                                                       |                                                       |                                                       |                                                       |                                                       |                                                       |

### 隣接している自治体
- 三重県：熊野市、北牟婁郡紀北町
- 奈良県：吉野郡上北山村

## 歴史

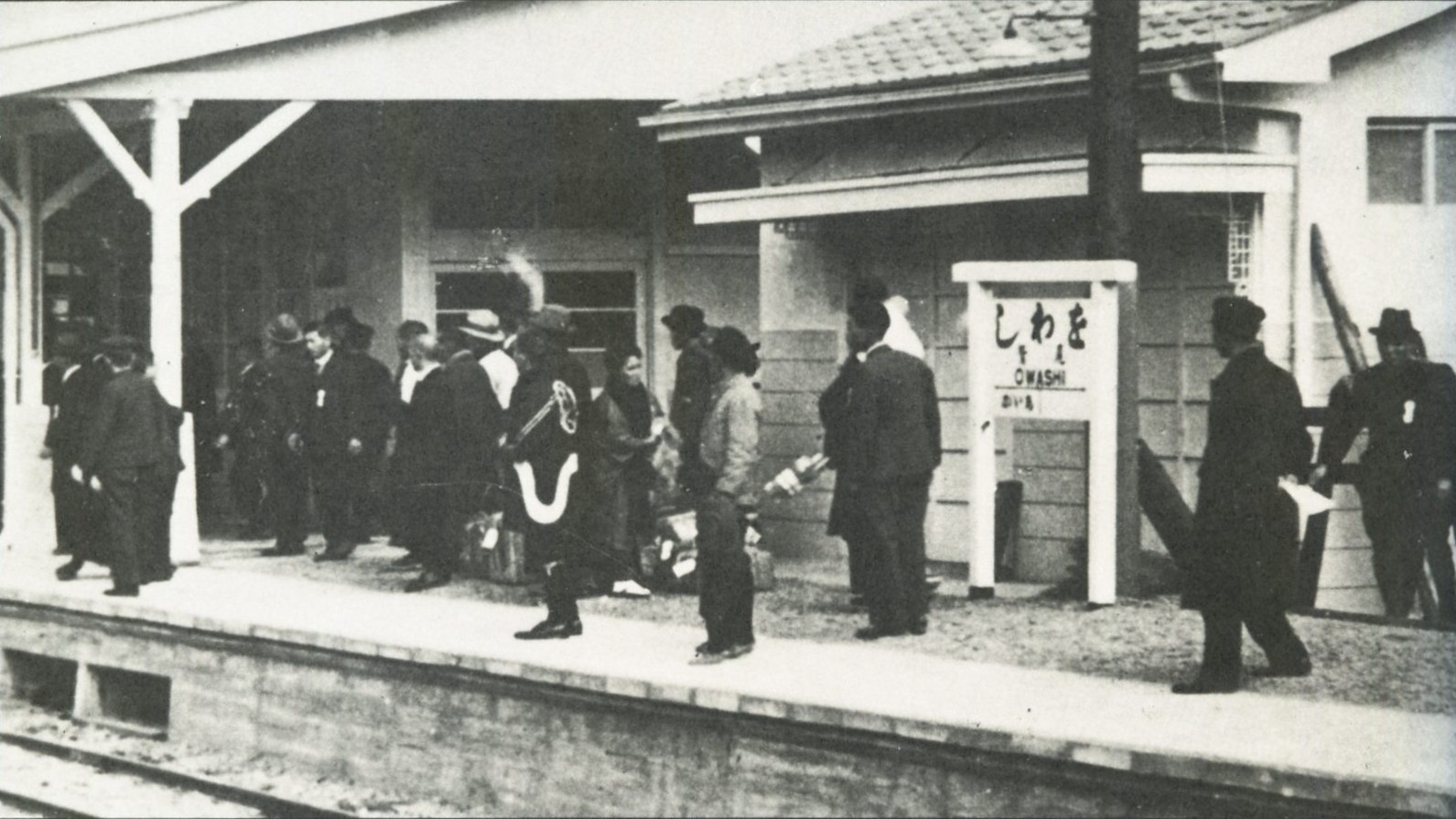
表記が「をわせ」ではなく「をわし」となっている1942年の尾鷲駅

- 縄文時代より畿内や関東の文化の影響を受ける。
- 志摩国英虞郡
- 天正10年（1582年） - 紀伊新宮城主の堀内氏善と伊勢国司の北畠信雄が荷坂峠を境として、それぞれが紀伊国牟婁郡と伊勢国度会郡に編入したため、尾鷲は紀伊国牟婁郡となる
- 紀伊国牟婁郡奥熊野尾鷲組
- 寛文年間（1624年-1643年） - 土井新助が尾鷲に移住してスギ・ヒノキを植栽し、人工造林[8]及び尾鷲林業の端を開く[1]。
- 文化2年（1805年）6月19日 - 伊能忠敬が尾鷲・熊野の測量開始[9]。
- 1944年（昭和19年） - 東南海地震で壊滅的な被害を受ける。
- 1951年（昭和26年）11月22日 - 昭和天皇が尾鷲高校、町営グラウンドに行幸（昭和天皇の戦後巡幸）[10]。
- 1954年（昭和29年）6月20日 -  北牟婁郡尾鷲町、須賀利村、九鬼村、南牟婁郡北輪内村、南輪内村が合併し、尾鷲市となる。
- 1971年（昭和46年）9月10日 - 集中豪雨により土砂災害が発生。賀田町の土石流、古江町の山腹崩壊などでにより死者26人[11]。
- 2010年（平成22年）4月1日 - 過疎地域自立促進特別措置法の適用を受けて過疎地域となる[12]。

市名は「おわし」と読まれることもあるが、地元では本来「おわしぇ」と読んでいたことから、それを標準語化した「おわせ」を市名に制定した（1954年6月20日制定）。なお、1942年に撮影された尾鷲駅の写真では「をわし」と駅名標に書かれている。

## 人口

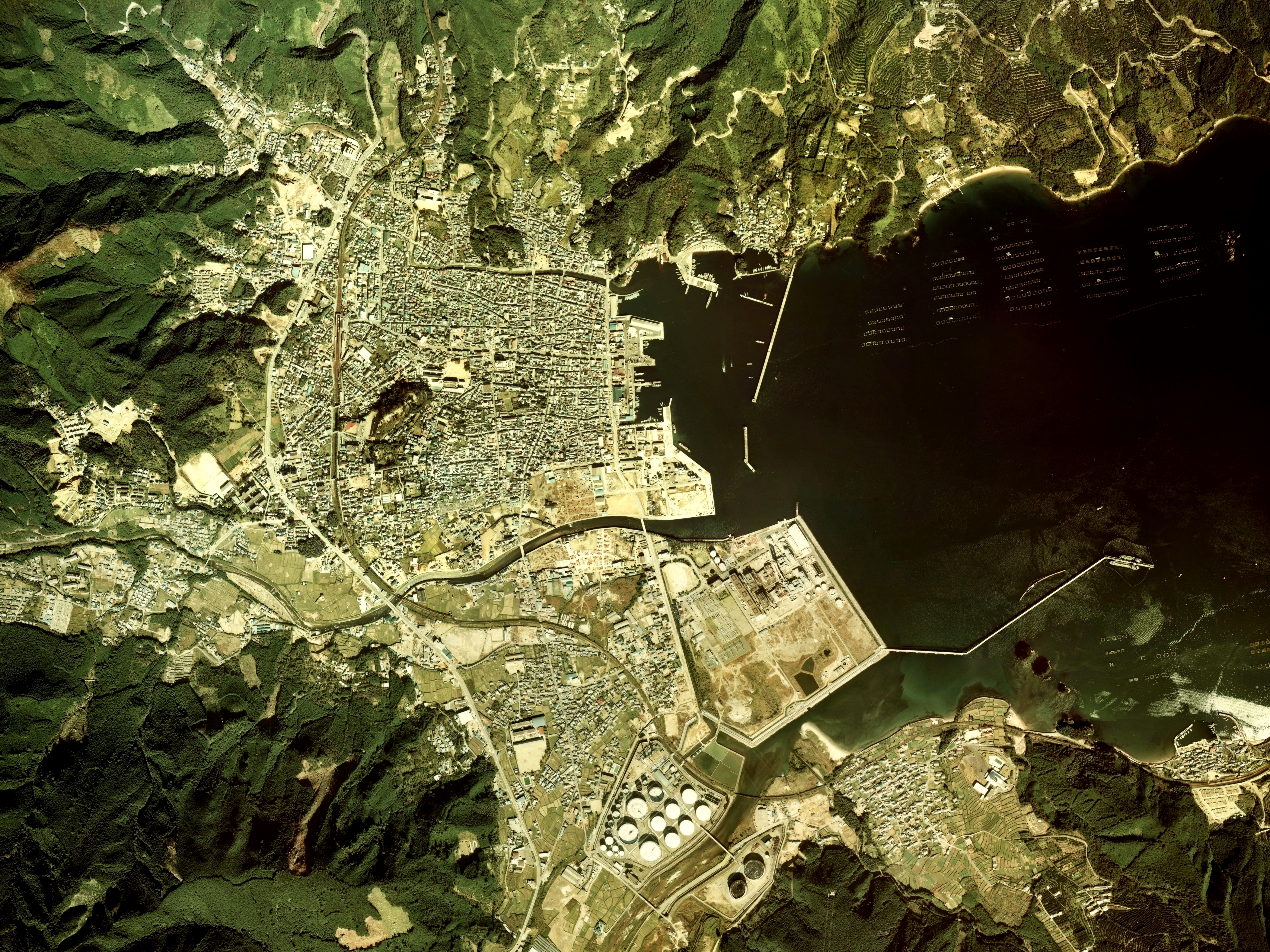
尾鷲市中心部周辺の空中写真。1976年撮影の9枚を合成作成。。

| |                                        |  |
| 尾鷲市と全国の年齢別人口分布（2005年） | 尾鷲市の年齢・男女別人口分布（2005年） |  |
| ■紫色 ― 尾鷲市 ■緑色 ― 日本全国 | ■青色 ― 男性 ■赤色 ― 女性              |  |
| 尾鷲市（に相当する地域）の人口の推移 \| 1970年（昭和45年） \| 31,562人 \| \| \| 1975年（昭和50年） \| 31,797人 \| \| \| 1980年（昭和55年） \| 31,348人 \| \| \| 1985年（昭和60年） \| 29,741人 \| \| \| 1990年（平成2年） \| 27,114人 \| \| \| 1995年（平成7年） \| 25,258人 \| \| \| 2000年（平成12年） \| 23,683人 \| \| \| 2005年（平成17年） \| 22,103人 \| \| \| 2010年（平成22年） \| 20,033人 \| \| \| 2015年（平成27年） \| 18,009人 \| \| \| 2020年（令和2年） \| 16,252人 \| \| |                                        |  |
| 総務省統計局 国勢調査より |                                        |  |
| 1970年（昭和45年） | 31,562人                               |  |
| 1975年（昭和50年） | 31,797人                               |  |
| 1980年（昭和55年） | 31,348人                               |  |
| 1985年（昭和60年） | 29,741人                               |  |
| 1990年（平成2年） | 27,114人                               |  |
| 1995年（平成7年） | 25,258人                               |  |
| 2000年（平成12年） | 23,683人                               |  |
| 2005年（平成17年） | 22,103人                               |  |
| 2010年（平成22年） | 20,033人                               |  |
| 2015年（平成27年） | 18,009人                               |  |
| 2020年（令和2年） | 16,252人                               |  |

## 行政・議会

### 市政
- 市長：加藤千速（2017年7月26日就任、2期目）[14][15]

歴代市長
| 代   | 氏名     | 就任          | 退任           | 備考                                             |
| ---- | -------- | ------------- | -------------- | ------------------------------------------------ |
| 初代 | 畦地衷市 | 1954年7月24日 | 1960年12月26日 |                                                  |
| 2代  | 岩城梯   | 1961年2月15日 | 1972年8月13日  |                                                  |
| 3代  | 長野勝明 | 1972年10月1日 | 1988年3月31日  |                                                  |
| 4代  | 杉田晴良 | 1988年4月17日 | 2000年4月16日  |                                                  |
| 5代  | 伊藤允久 | 2000年4月17日 | 2008年4月16日  |                                                  |
| 6代  | 奥田尚佳 | 2008年4月17日 | 2009年6月19日  | 不信任決議を受け議会解散。その後再議決により失職 |
| 7代  | 岩田昭人 | 2009年7月26日 | 2017年7月25日  |                                                  |
| 8代  | 加藤千速 | 2017年7月26日 | 現職           |                                                  |

#### 議会・選挙
市議会
任期：2021年（令和3年）6月11日から2025年（令和7年）6月10日
- 議員定数：10名
- 議長：仲明　就任：2023年（令和5年）6月5日[17]
- 副議長：濵中佳芳子　就任：2023年（令和5年）6月5日[17]
- 監査委員： 内山左和子　就任：2023年（令和5年）6月5日[17]

選挙区
衆議院議員選挙の選挙区は「三重県第4区」、三重県議会議員選挙の選挙区は「東紀州選挙区」（定数：3）である。

#### 市役所・支所
- 尾鷲市役所（中央町）
  - 須賀利出張所（須賀利町）
  - 九鬼出張所（九鬼町）
  - 北輪内出張所（三木里町）
  - 南輪内出張所（曽根町）

#### 市の施設

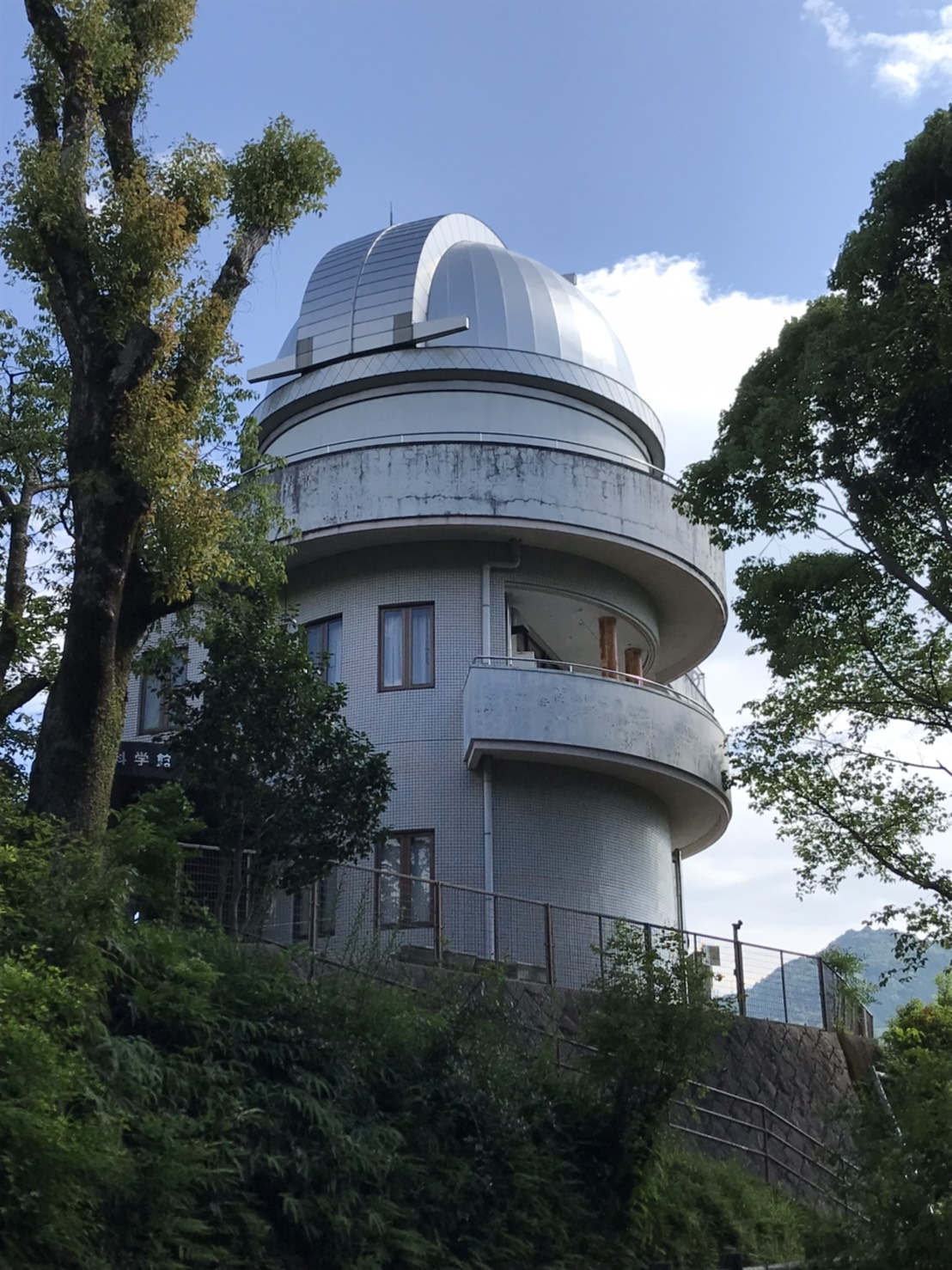
尾鷲市立天文科学館（中村山公園）

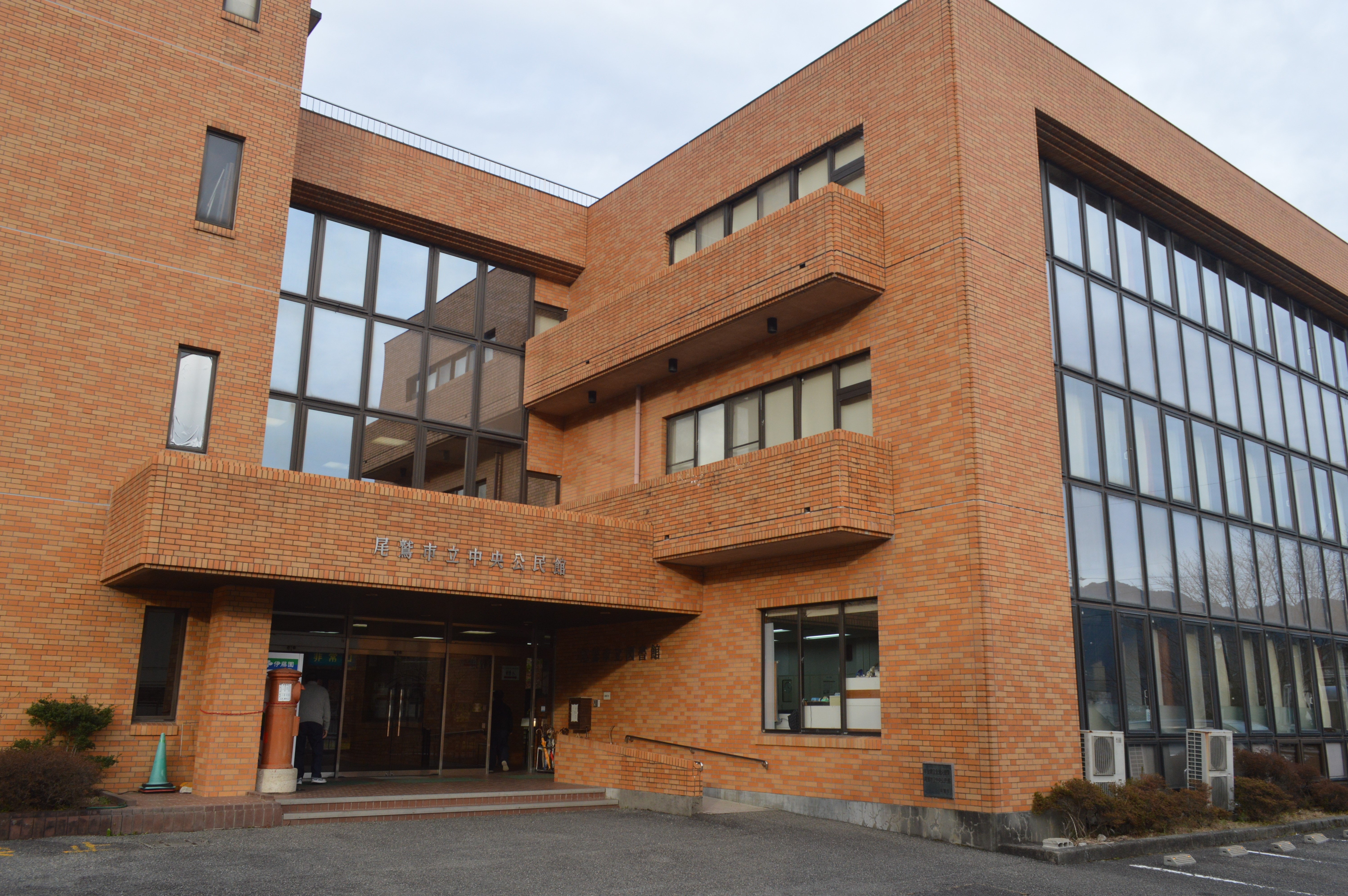
尾鷲市立中央公民館

- 尾鷲市民文化会館（せぎやまホール、瀬木山町）
- 尾鷲市立天文科学館（中央町）
- 夢古道おわせ（向井）
- アクアステーション（古江町） : 海洋深層水取水総合交流施設
- 尾鷲総合病院（上野町）
- 聖光園（大曽根） : 養護老人ホーム
- 尾鷲市斎場（坂場西町）
- 尾鷲市クリーンセンター（矢浜真砂）
- 尾鷲市クリンクルセンター（古戸町）
- 尾鷲市清掃工場（南浦）
- 公民館 : 市内14箇所

尾鷲市立中央公民館（中村町）のほか13箇所（矢浜・向井・大曽根・行野・須賀利・九鬼・早田・三木浦・三木里・古江・賀田・曽根・梶賀）のコミュニティーセンターがそれぞれ置かれている。また、中央公民館には尾鷲市立図書館と郷土室が併設されている。
- 尾鷲市体育文化会館（中央町）
- 尾鷲市武道場（中央町）
- 尾鷲市営野球場（ナイター設備なし、矢浜真砂）
- 尾鷲市立運動場（中川）
- 尾鷲市立テニスコート（ハードコート4面、クレイコート1面、中川）
- 大曽根公園テニスコート（オムニコート2面、大曽根）

### エリア放送
尾鷲市は地上一般放送局の免許を取得し、オワセグとしてワンセグエリア放送を実施している。

### 広域行政
- 紀北広域連合
- 三重紀北消防組合

### 国の機関
- 裁判所
  - 津家庭裁判所 尾鷲出張所・尾鷲簡易裁判所（中央町）
- 財務省
  - 名古屋国税局 尾鷲税務署（末広町）
  - 名古屋税関 四日市税関支署 尾鷲出張所（林町）
- 農林水産省（林野庁 三重森林管理署）
  - 尾鷲森林事務所（上級森林事務所、中央町）
  - 尾鷲治山事業所（中央町）
  - 南大杉森林事務所（中央町）
- 厚生労働省など
  - ハローワーク尾鷲（尾鷲公共職業安定所、林町）
  - 日本年金機構 尾鷲年金事務所（林町）
- 法務省
  - 津地方検察庁 熊野支部 尾鷲区検察庁（事務所は熊野市）
  - 津地方法務局 尾鷲出張所（南陽町）
- 国土交通省・海上保安庁・気象庁
  - 国土交通省 中部地方整備局 紀勢国道事務所 尾鷲維持出張所・熊野尾鷲道路出張所（矢浜岡崎町）
  - 海上保安庁 第四管区海上保安本部 尾鷲海上保安部（南陽町）
  - 気象庁 東京管区気象台 尾鷲測候所（2007年6月に機械化され無人化、南陽町）

### 三重県の主な機関
- 三重県尾鷲庁舎（坂場西町）
- 三重県水産研究所 尾鷲水産研究室（古里）
- 三重県尾鷲栽培漁業センター（古江町）

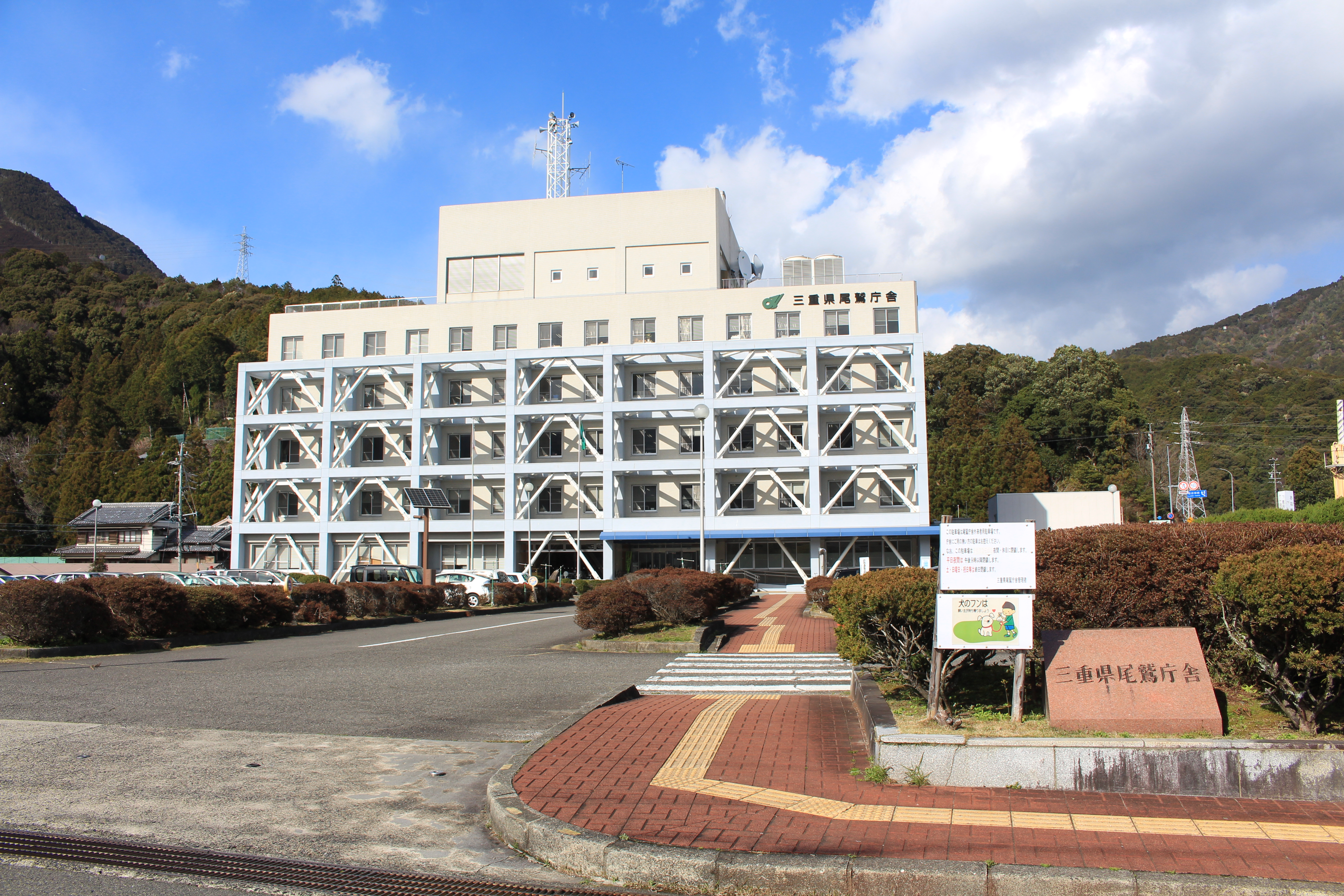
三重県尾鷲庁舎

- 三重県児童相談センター 紀州児童相談所（尾鷲庁舎内、坂場西町）

## 警察・消防
- 三重県警察 尾鷲警察署（古戸町）
  - 尾鷲駅前交番
  - 賀田警察官駐在所
  - 三木里警察官駐在所
- 三重紀北消防組合 尾鷲消防署
- 三重県 三重紀北地域救急医療情報センター（尾鷲消防署内、中川）

## 経済

### 産業
- 江戸時代から林業の町として栄える。尾鷲ヒノキは年輪が密で赤みがあり、強靭な良質材として全国的に知られる[1][22]。尾鷲市には3,407.43haの市有林があり、林業振興を目的として2003年に森林管理協議会からFSC認証を取得している[23][24]。
- 天然の良港尾鷲港を基盤とした水産業が発達し、近海及び遠洋漁業など多岐にわたる。三重外湾漁業協同組合が所管する。
- 1950年代より、臨海石油化学コンビナート、尾鷲三田火力発電所（2018年廃止）の立地で工業化を図る。
- 2000年代より、みえ尾鷲海洋深層水を開発し、産業振興に努めている。

### 特産品
- 伝統産業
  - 尾鷲傘
  - 尾鷲わっぱ
- 木材
  - 尾鷲ヒノキ
- 魚介類（鮮魚）
  - ブリ（鰤）
  - ケンケンのカツオ（鰹）（1本釣りカツオ、日帰りカツオ）
  - トロール船の魚介類（アカザエビ・ウチワエビ・オニエビ・クモエビ・タカアシガニ・イガグリガニなど）
  - 近海もの（アジ・イワシ・カマス・アオリイカ・ヤリイカ・アカイカなど）
  - 旬の魚
    - 春の魚 - モジャコ（マアジの幼魚）・チンチロ（スルメイカ）・カツオ・マダイ・ワラサ（ブリ1歳魚）[25]
    - 夏の魚 - イサキ・メイチダイ・マアジ・ゴマサバ・カマス・ガシ（カサゴ）・シイラ・コガツオ（マルソウダ）・ウルメイワシ・アカイカ（ケンサキイカ）[26]
    - 秋の魚 - アオリイカ・ウスバハギ・ヘダイ・イガミ（ブダイ）・シオ（カンパチ）・ソマ（ヒラソウダ）・オキギス（ニギス）・ツバス（ブリ0歳魚）・タチウオ・シズ（イボダイ）・トウモリ（イシガキダイ）[27]
    - 冬の魚 - サンマ・グレ（メジナ）・カタクチイワシ・ナベ（イシダイ）・ブリ・マンボウ・スルメイカ・ガスエビ（ヒゲナガエビ）・イセエビ・ヒロメ・ハバノリ[28]
    - 稀に獲れる魚 - キンムロ（ムロアジ）・キツネ（ハガツオ）・クエ・ヤイト（スマ）・アカヤガラ・メヒカリ（アオメエソ）・深海魚［ヤナギムシガレイ・アカガシ（ユメカサゴ）・ショウワダイ（ワキヤハタ）・アカアンコ（ミドリフサアンコウ）・ナマズ（ヨロイイタチウオ）］・深海産エビ［テナガエビ（アカザエビ）・オニエビ（ミノエビ）・ウチワエビ］など[29]

  - 養殖魚 - マハタ（生産量日本一）[30]・マダイ[31]・ブリ[32]・ヒロメ[33]
- 魚介類（加工品）
  - 天日干しの干物
  - カラスミ（ボラの卵）
  - 鰹節、または、生節
  - さんま寿司（練りガラシが入っている）
  - 梶賀のあぶり
- 野菜・果物
  - アマナツ（甘夏）
  - トラノオ（虎の尾）
- その他
  - みえ尾鷲海洋深層水
  - モクモクしお学舎の塩

### メディア
- 新聞
  - 紀勢新聞 - 市域などを販売地域とする地方紙。紀勢新聞社が発行している。
  - 南海日日 - 市域などを販売地域とする地方紙。南海日日新聞社が発行している。
  - 読売新聞 尾鷲通信部
  - 朝日新聞 尾鷲支局
  - 中日新聞 尾鷲支局
  - 伊勢新聞 尾鷲支局
- 放送・ケーブルテレビ
  - NHK津放送局尾鷲支局
  - ZTV 東紀州放送局（ケーブルテレビ）

テレビ・ラジオ放送の中継局については、市域を概ねカバーする尾鷲中継局（テレビ、FM・AMラジオ）のほか、九鬼町の一部をカバーする輪内中継局（FMラジオ）がある。

### 日本郵政グループ
尾鷲市内の集配担当局は、須賀利町を除き尾鷲郵便局が担当しており、郵便番号は519-36xx、519-37xx、519-38xx、519-39xxである。なお、須賀利町のみ海山郵便局（北牟婁郡紀北町）が集配担当局となっており、郵便番号は519-3421である。
（2012年12月現在）
- 日本郵便株式会社
  - 尾鷲郵便局（中央町） - 集配局。ゆうちょ銀行ATMのホリデーサービス実施局。
  - 尾鷲駅前郵便局（野地町）
  - 賀田（かた）郵便局（賀田町） - 元集配局。
  - 北輪内郵便局（三木里町） - 元集配局。
  - 九鬼郵便局（九鬼町） - 元集配局。
  - 早田簡易郵便局（早田町）
  - 須賀利（すがり）簡易郵便局（須賀利町）
  - 尾鷲向井簡易郵便局（向井）
  - 尾鷲三木浦簡易郵便局（三木浦町）

## 姉妹都市・提携都市

### 日本国外
- プリンスルパート市（カナダ・ブリティッシュコロンビア州）
1968年9月26日　姉妹都市提携[34][35]
- 中国大連市金州区
2007年7月8日　友好協力都市締結

## 教育

### 小学校
- 尾鷲市立尾鷲小学校（中村町）
- 尾鷲市立賀田小学校（賀田町）
- 尾鷲市立宮之上小学校（宮ノ上町） - 教室の壁・床には尾鷲ヒノキを使用[36]。
- 尾鷲市立向井小学校（向井）
- 尾鷲市立矢浜小学校（矢浜）

### 中学校
- 尾鷲市立尾鷲中学校（矢浜）
- 尾鷲市立輪内中学校（賀田町）

### 高等学校
- 三重県立尾鷲高等学校（古戸野町）

### 特別支援学校
- 三重県立特別支援学校東紀州くろしお学園おわせ分校（光ヶ丘）

### 幼稚園
- 尾鷲市立尾鷲幼稚園（中村町）- 2023年閉園[37]。
- 尾鷲市立三木幼稚園（三木浦町） - 廃校。

### 保育所
運営は全て、尾鷲民生事業協会に委託している。
- 尾鷲第一保育園（小川西町）
  - 尾鷲乳児保育園
- 尾鷲第二保育園（宮ノ上町）
  - ちびっこひろば（子育て支援センター）
- 尾鷲第三保育園（2017年新園舎、桜茶屋[38]）
- 南輪内保育園（賀田町）
- 矢浜保育園（2016年新園舎、矢浜[38]）

### 幼保連携型認定こども園[39]
- ひのきっここども園（古戸町）-2022年に尾鷲第四保育園を認定こども園に転換する形で開設された[40]。

### 放課後児童クラブ
- わんぱくクラブ（尾鷲幼稚園内、中央町）
- くれよん（宮之上小学校内、宮ノ上町）

## 交通

### 鉄道

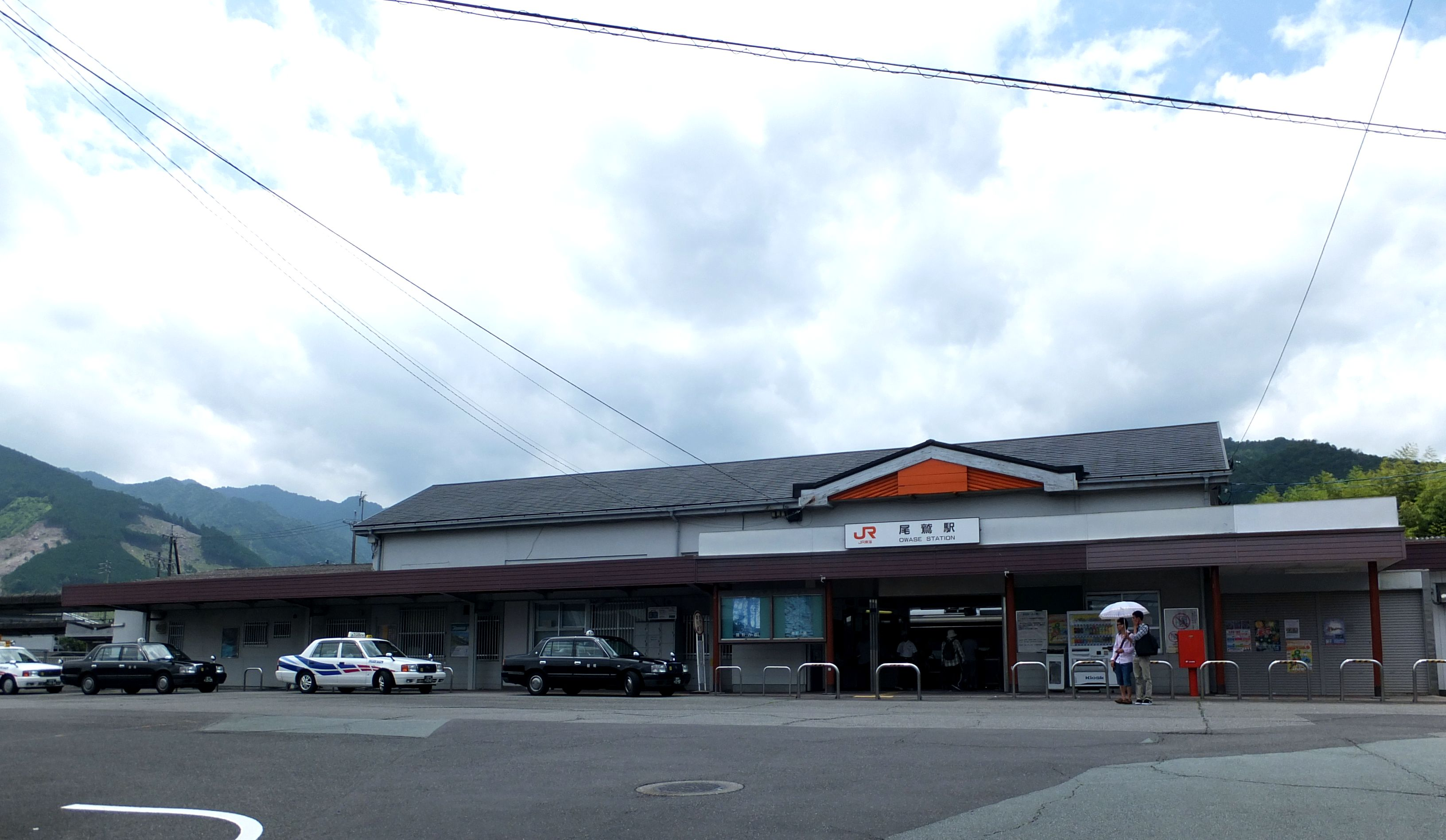
尾鷲駅

市の中心となる駅：尾鷲駅
東海旅客鉄道（JR東海）
紀勢本線：（紀北町） - 尾鷲駅 - 大曽根浦駅 - 九鬼駅 - 三木里駅 - 賀田駅 - （熊野市）

### 路線バス
高速バス
- 東京高速線：大宮駅・池袋駅・YCAT - 尾鷲市病院前・熊野市駅前・新宮市・勝浦温泉 （三重交通、西武観光バス） ※夜行
- 名古屋南紀高速バス：名古屋（名鉄バスセンター） - 尾鷲市病院前・賀田口・熊野市駅前・新宮市 （三重交通）

一般路線バス
- 三重交通
  - 56系統松阪熊野線：松阪中央病院 - 松阪駅前 - 多気町 - 滝原宮前 - 紀伊長島 - 尾鷲市病院前 - 尾鷲駅口 - 熊野古道センター - 熊野市駅前 - 三交南紀
- 尾鷲市ふれあいバス
  - ふれあいバス：紀伊松本 - 熊野古道センター前 - 尾鷲駅 - 尾鷲総合病院 - 光ヶ丘 - 尾鷲総合病院 - 尾鷲駅
  - ふれあいバス八鬼山線：瀬木山 - 尾鷲市病院前 - 九鬼駅 - 九鬼町 - 九鬼駅 - 早田 - 三木浦 - 三木里駅
  - ふれあいバスハラソ線：瀬木山 - 尾鷲市病院前 - 三木里駅 - 古江 - 賀田駅 - 梶賀

### 主な道路
高速道路
- 紀勢自動車道：（北牟婁郡紀北町） - (5)尾鷲北IC

自動車専用道路
- 熊野尾鷲道路：(5)尾鷲北IC - (6)尾鷲南IC - (7)三木里IC - (8)賀田IC - （熊野市）

一般国道
- 国道42号
- 国道311号
- 国道425号

県道
- 三重県道70号賀田港中山線
- 三重県道159号三木里インター線
- 三重県道202号須賀利港相賀停車場線
- 三重県道203号尾鷲港尾鷲停車場線
- 三重県道574号九鬼港線
- 三重県道760号南浦海山線
- 三重県道778号中井浦九鬼線

### 港湾

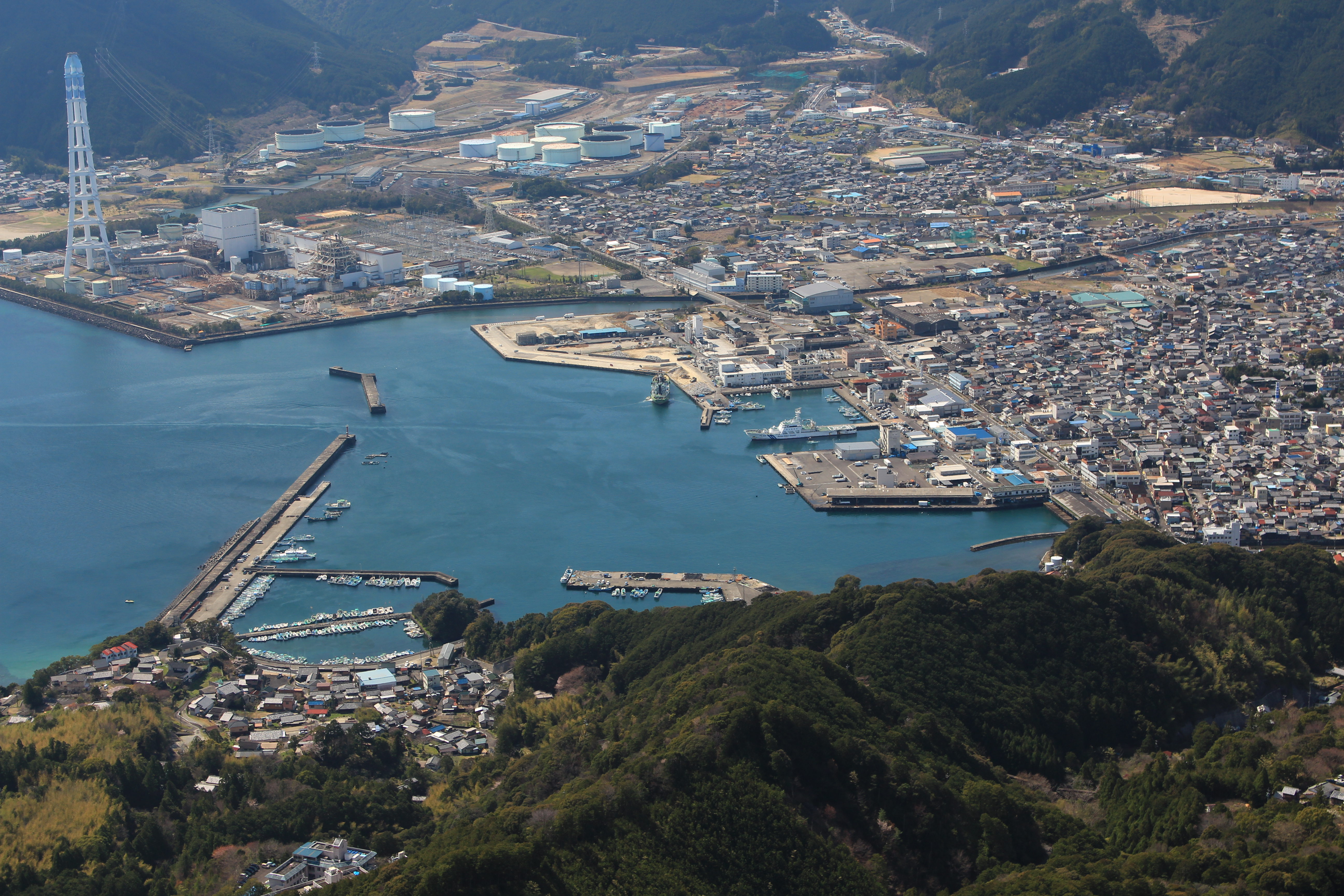
尾鷲港

- 尾鷲港（重要港湾）

須賀利巡航船 尾鷲港 - 須賀利港（どちらも市内）
1日4往復運航されていたが、2012年（平成24年）9月29日をもって廃止となった。
- 九木漁港

## 名所・旧跡・観光スポット

### 世界遺産
- 熊野古道伊勢路
  - 馬越峠（まごせとうげ）
  - 八鬼山峠（やきやまとうげ）
  - 三木峠（みきとうげ）
  - 羽後峠（はごとうげ）

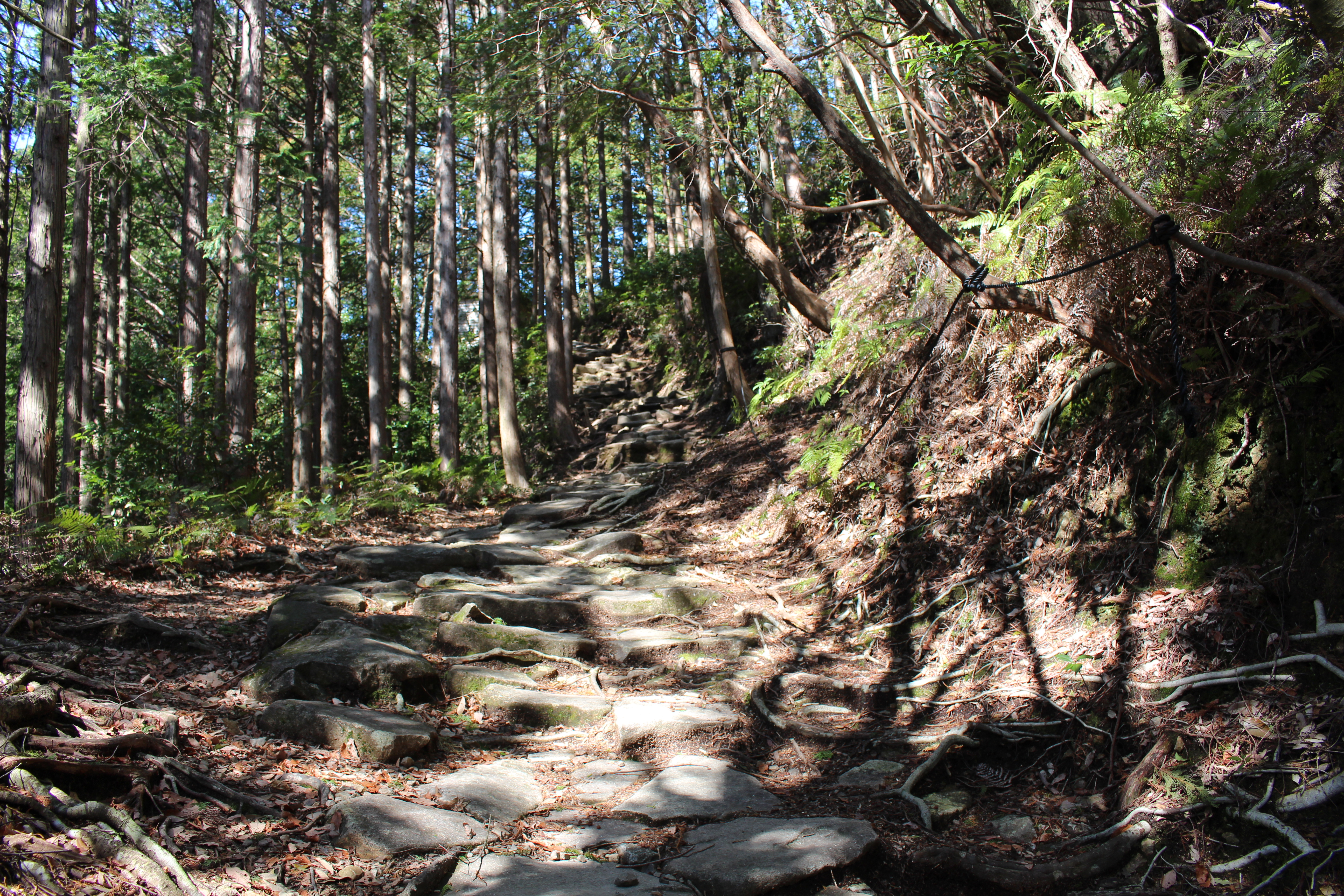
尾鷲市側から馬越峠を越える熊野古道伊勢路の石畳道

  - 曽根次郎坂・太郎坂（そねじろうざか・たろうざか）

### 名所・旧跡
国の史跡
- 熊野参詣道伊勢路[42]

国の天然記念物
- 九木神社樹叢
- 須賀利大池及び小池

登録有形文化財（国登録）

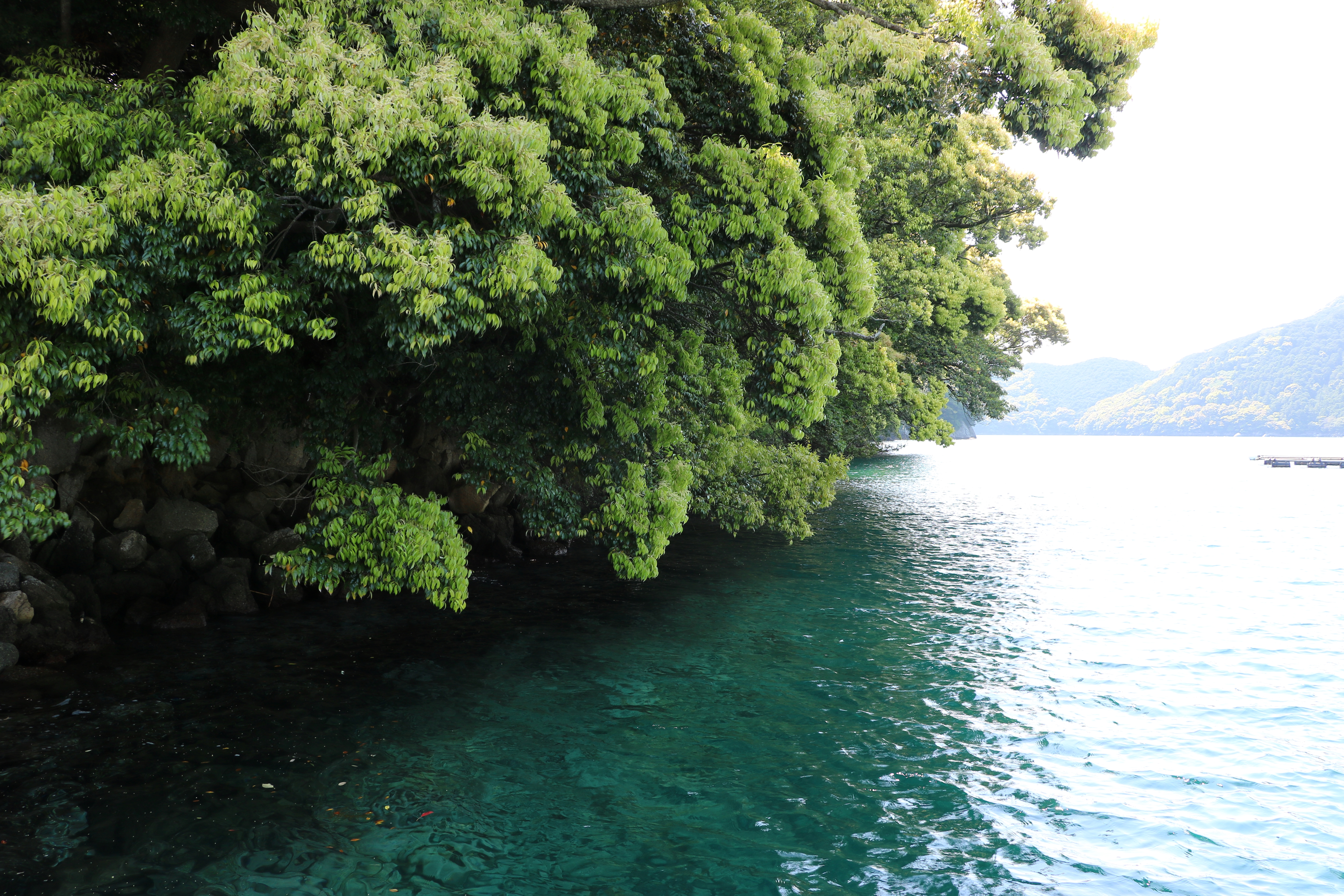
九木神社樹叢

- 見世土井家住宅主屋、同・本蔵、同・蔵、同・納屋、同・米蔵、同・便所、同・井戸屋形、同・正門及び塀、同北通用門及び土塀

選択無形民俗文化財（記録作成等の措置を講ずべき無形の民俗文化財）
- 北勢・熊野の鯨船行事
- 尾鷲九木浦の正月行事

県指定有形文化財
- （眞巖寺の）木造薬師如来坐像
- （紙本墨書）尾鷲（組）大庄屋文書
- 須賀利浦方文書
- 尾鷲神社獅子頭
- 八鬼山町石及び関連石仏

県指定天然記念物
- 尾鷲神社の大樟（クス）
- 矢ノ川陰谷樹叢
- 法念寺の鉄魚
- 九木崎樹叢
- 飛鳥神社樹叢
- 佐波留島
- ジュロウカンアオイ自生地

県指定無形民俗文化財
- 尾鷲ヤーヤ祭

市指定有形文化財
- 曽根（弾正）五輪塔
- 矢浜浄土宝篋印塔
- 馬越墓地の津波供養塔
- 三木城跡の五輪塔
- 賀田羽根の五輪塔
- 馬越峠の桃乙句碑
- 土井本家湧井井戸
- 徳本上人名号碑
- 南無阿弥陀仏名号碑
- 念仏寺阿弥陀三尊像
- 司馬江漢筆洋風人物画
- 九鬼家異国船絵図
- 東其石筆洋画那智の滝
- 金剛寺の仁王像
- 普済寺本堂外部彫刻
- 東禅寺の半鐘及び鰐口
- 普済寺の雲版
- 金剛寺梵鐘
- 常声寺梵鐘
- 地蔵寺の銅鐘
- 安定寺大般若経
- 光林寺縁起書
- 光明寺大般若経
- 東禅寺氏寺旧記
- 大曽根浦方文書
- 矢浜村方文書
- 常声寺の狂歌額・発句額
- 中村山土井家文
- 曽根遺跡出土品
- 向井遺跡出土品
- 曽根石幢
- 常声寺毘沙門天石像
- 岩屋堂石仏
- 曽根道祖
- 岩船地蔵
- 鮪供養塔

市指定無形文化財
- 尾鷲わっぱ製作技術
- 尾鷲節笛
- 梶賀はらそ祭
- 大曽根注連掛神事

市指定史跡
- 名柄一里塚
- 九木崎遠見番所・常燈場・狼煙場
- 曽根城跡
- 三木城跡
- 木名峠狼煙場跡
- 城山女王滝

市指定天然記念物
- 髙宮神社樹叢
- 三木里海岸の松
- 桃頭島

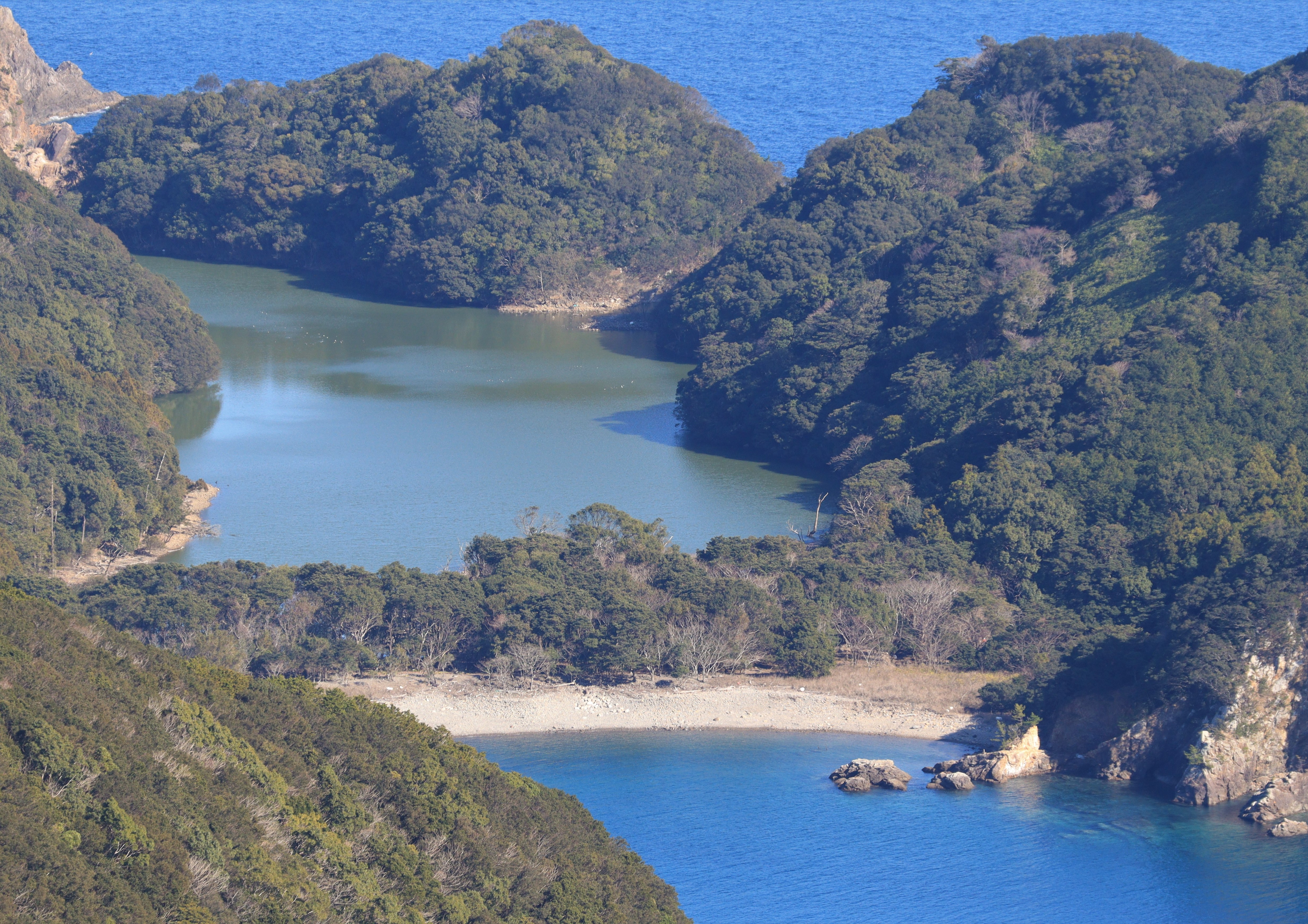
日和山から望む海跡湖の須賀利大池
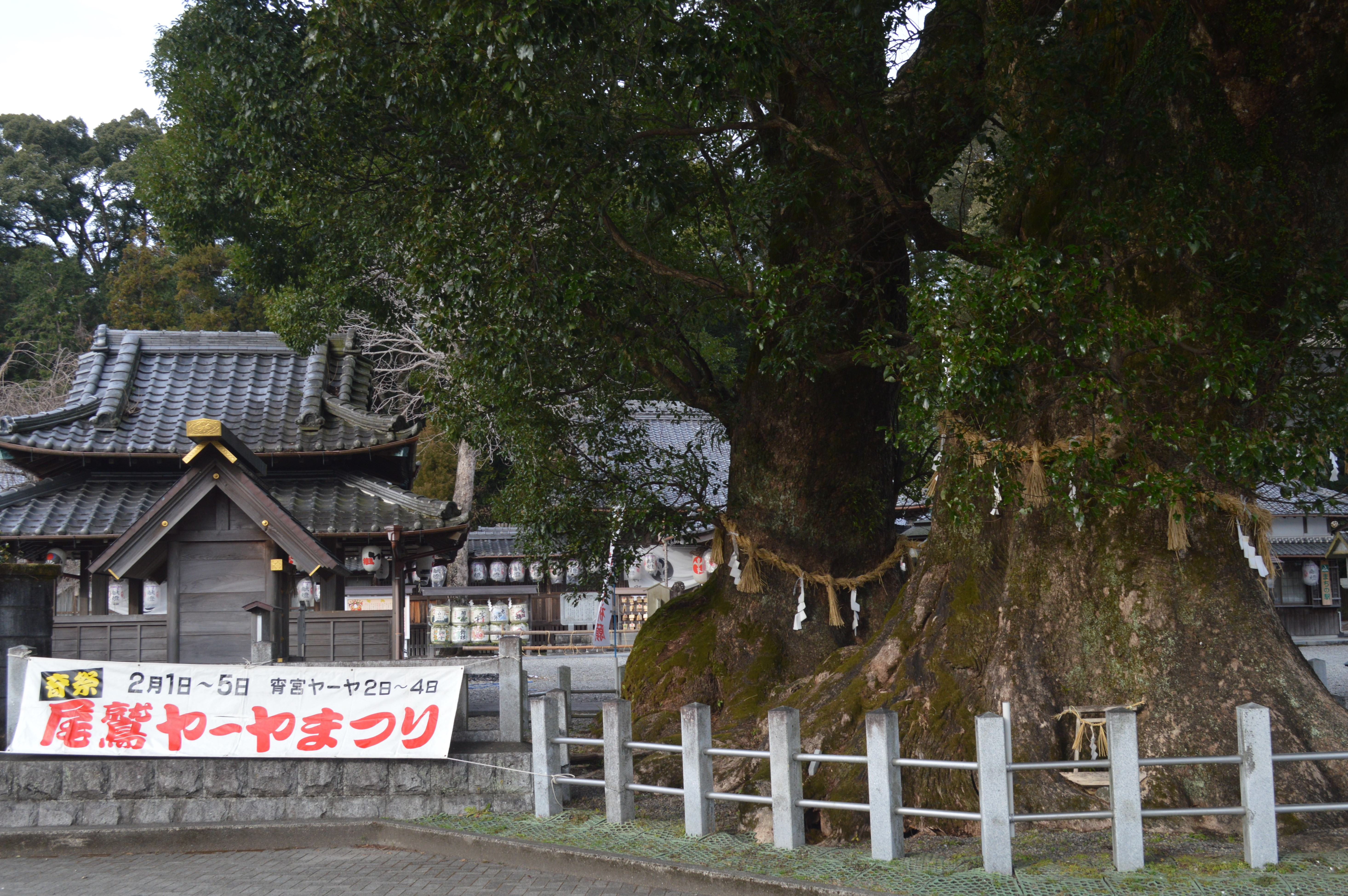
尾鷲神社の大樟（夫婦樟）
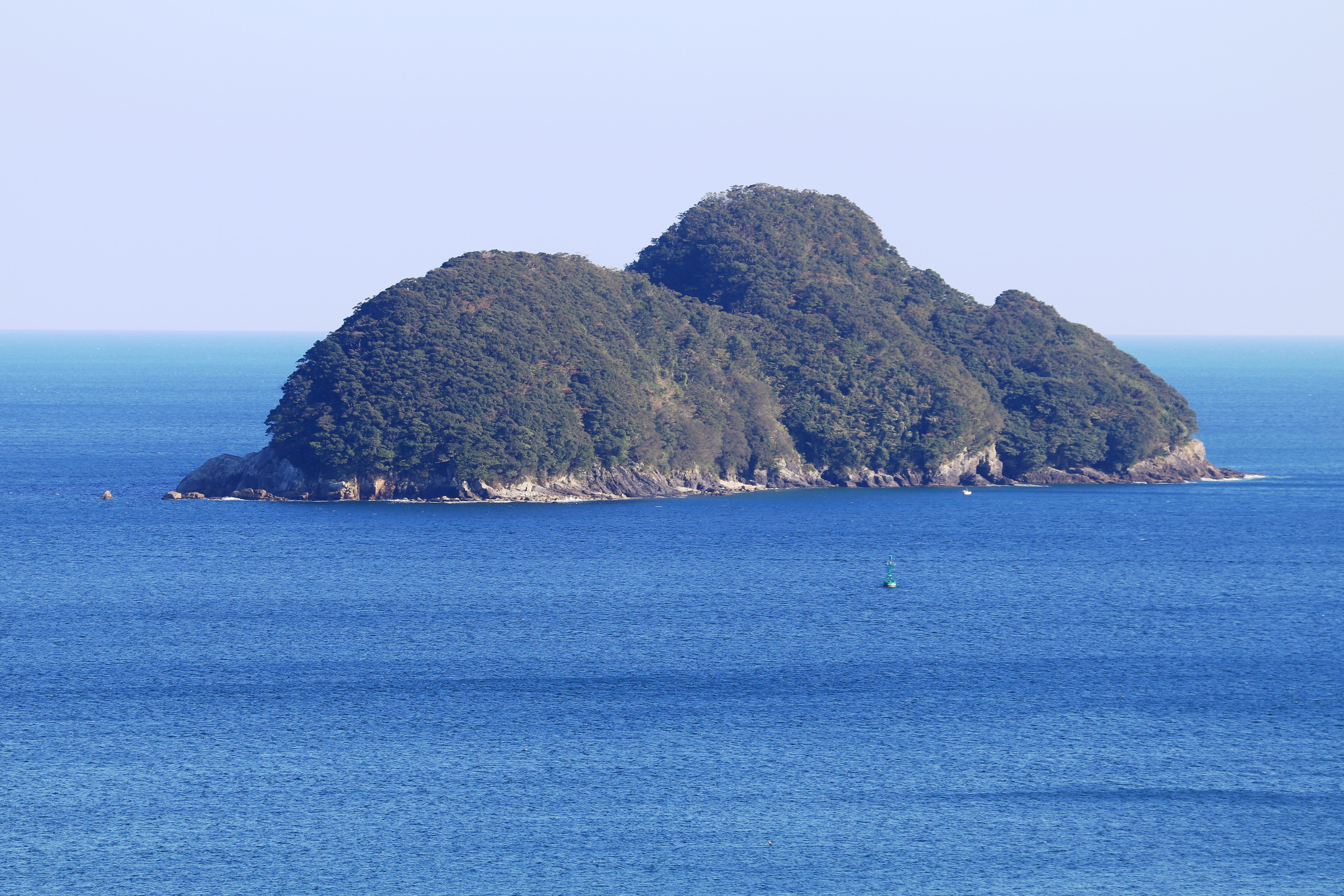
佐波留島
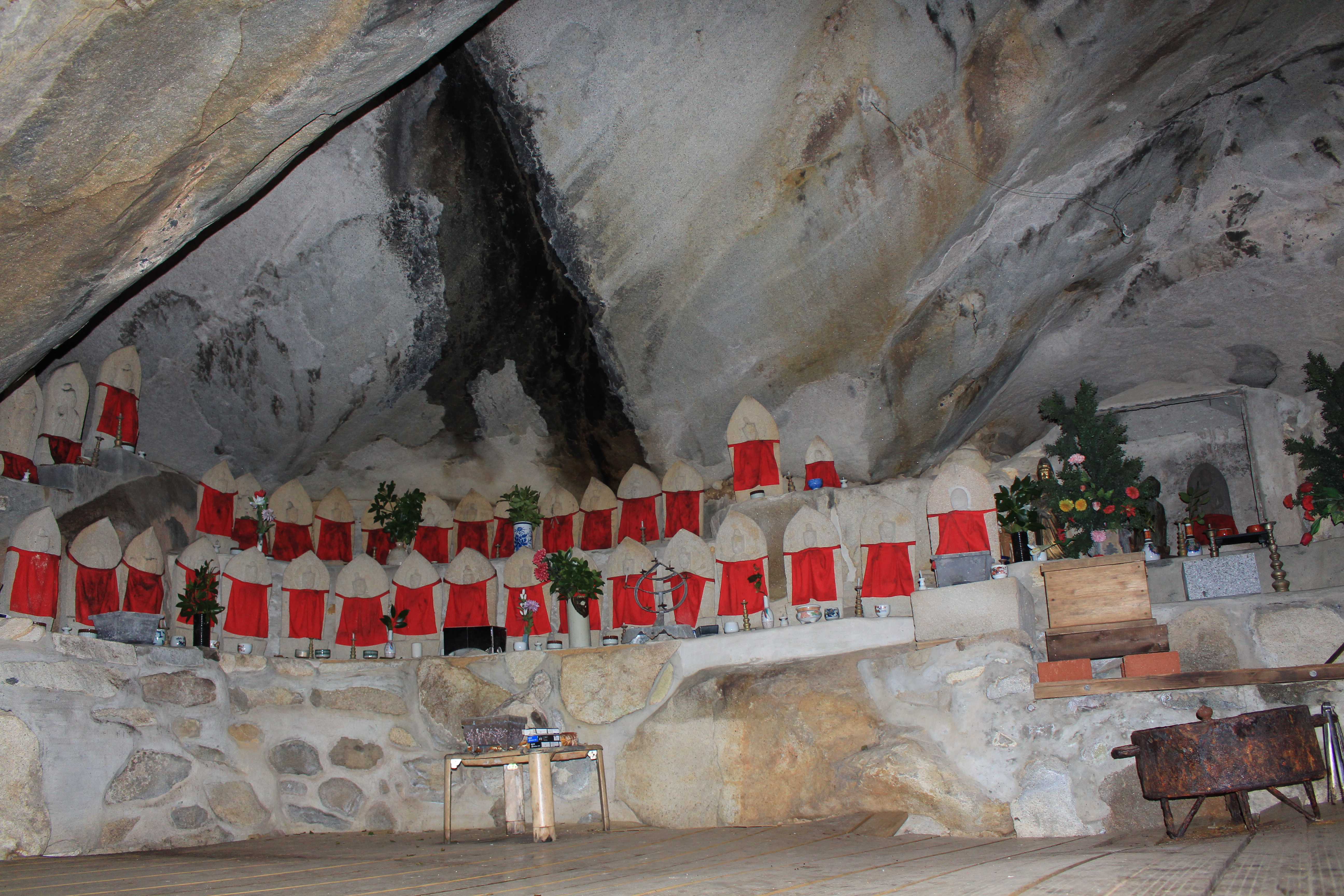
岩屋堂石仏
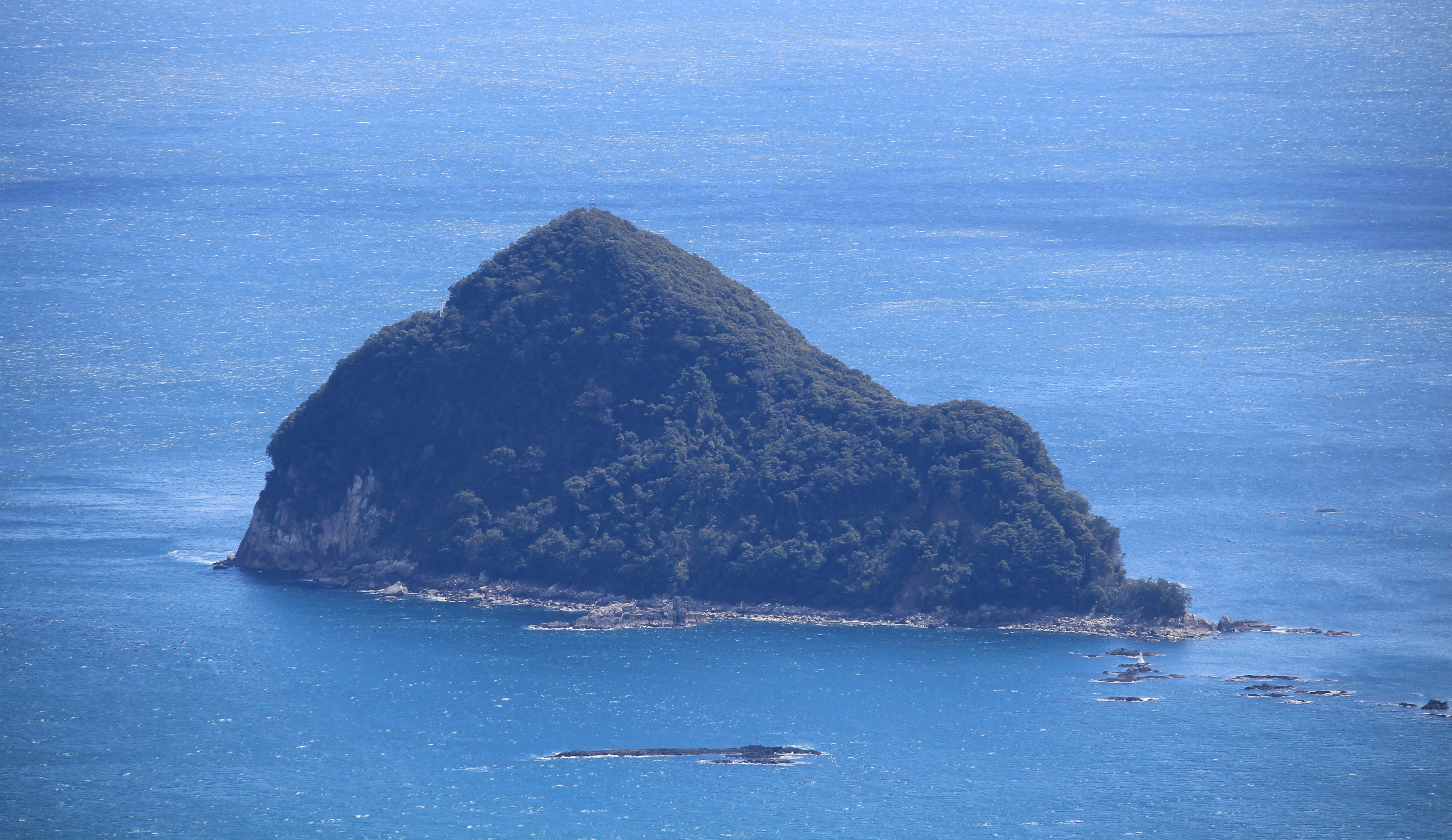
天狗倉山のオチョボ岩から望む桃頭島

### 景勝地
- 山岳
  - 天狗倉山（てんぐらさん、紀北町との境）
  - 便石山（びんしやま、紀北町との境）
  - オチョボ岩（紀北町との境）
- 自然公園
  - 健康とゆとりの森（八鬼山峠の近く）
  - 茜の森（九鬼町と早田町の境）
- 花
  - 玄工山の桜（向井）
  - 世界の椿園（大曽根浦）
- 岬
  - 九木崎原生林（県道778号線、九鬼町）
  - 三木崎灯台（三木浦町）
- 旧道
  - 矢ノ川峠（熊野市との境）
  - 猪鼻水平道（紀北町との境）

### 体験・交流施設
- 地域振興ゾーン「夢古道おわせ」（向井）[43]
  - 海鮮レストラン・イサバヤ
  - お土産コーナー
  - 夢古道の湯

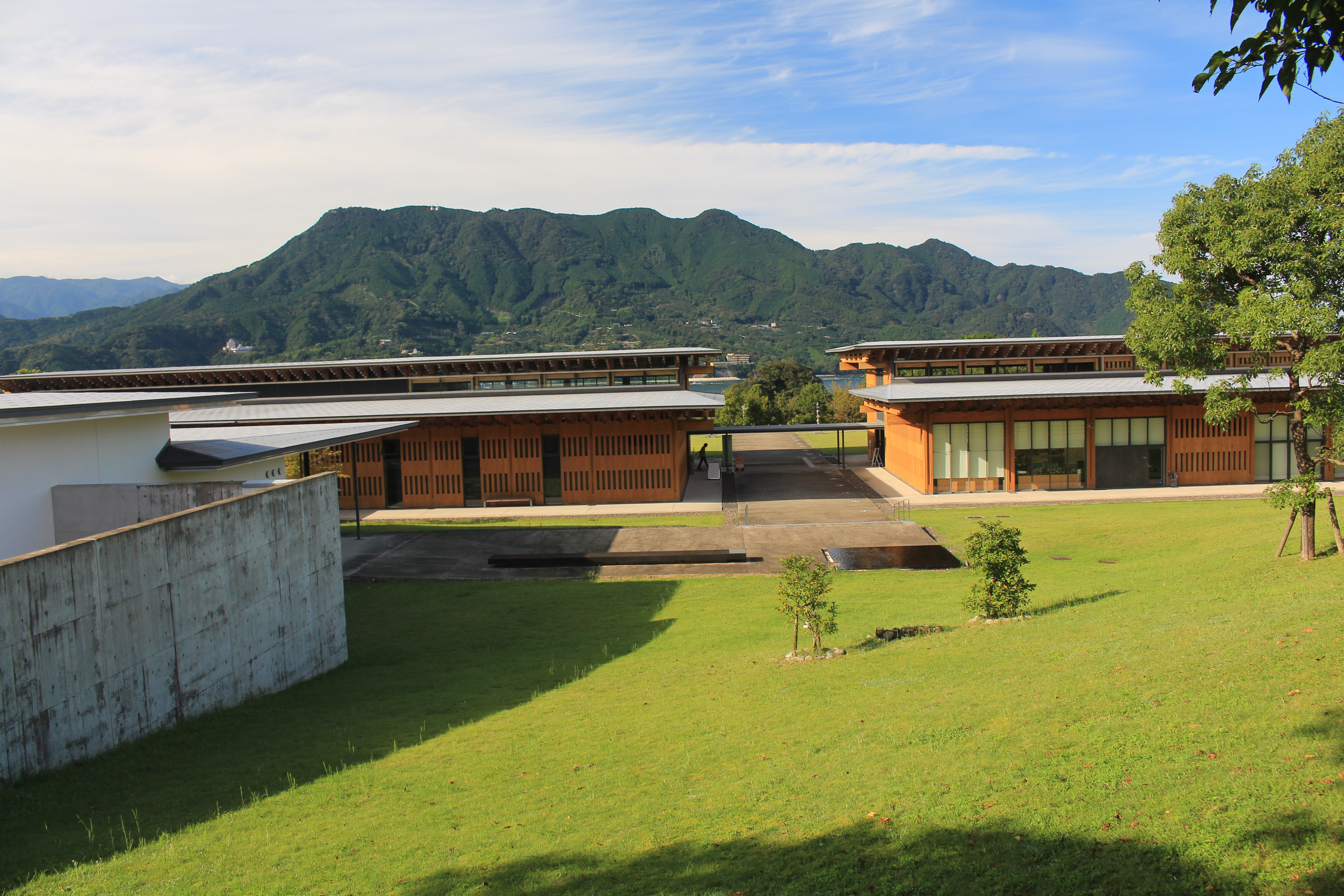
熊野古道センター

- 三重県立熊野古道センター（向井） - 2012年第13回公共建築賞受賞[44][45]。尾鷲ヒノキ6549本を使用している[46]。
  - 交流棟
  - 展示棟[47]
  - 研究収蔵棟
- 馬越屋（中井町）- 2023年閉店[48]
  - 特産品市場
- のーじへいこらい（野地町）
  - 特産品市場
- 熊野古道停（野地町）
  - 特産品市場
- 天満荘（天満浦町）
  - カフェ天満荘
- モクモクしお学舎（古江町）
- みえ尾鷲海洋深層水取水総合交流施設「アクアステーション」（古江町）

### 娯楽施設
- 大鷲座（中井町） - 映画館（閉館）
- ロマン座（栄町） - 映画館（閉館）
- 喜楽館（賀田町） - 映画館（閉館）
- 寿座（賀田町） - 映画館（閉館）
- 九鬼日之出東映劇場（九鬼町） - 映画館（閉館）

### イベント
- 尾鷲イタダキ市（毎月第1土曜日、尾鷲漁協特設会場）
- 尾鷲磯釣大会（1月 - 2月）
- 紀伊半島みる観る探検隊（2月 - 5月）
- 尾鷲おひなさままつり（2月 - 3月）
- つつじ祭り（4月、曽根町城山公園周辺）
- 世界遺産記念イベント（7月）
- おわせ港祭り（8月）
- グリーン火力フェア（10月、三田火力発電所内） - 尾鷲三田火力発電所が解体されたため廃止
- おわドラ祭（10月、光ヶ丘）
- 深層水フェスタ（10月、古江町）
- 熊野古道まつり（10月、県立熊野古道センター芝生広場）
- 全国尾鷲節コンクール（11月、尾鷲市民文化会館）
- おわせ海・山ツーデーウォーク（11月）

### 祭事
- 尾鷲神社歳旦祭（1月1日、北浦町）
- 鰤まつり（1月2日宵宮・3日本祭り、九鬼町）
- ギッチョ祭り（1月1日海の祭り・2日山の祭り・3日奉納祭り、古江町）
- 大注連縄張替え神事（1月8日、大曽根浦）
- ハラソ祭り（1月第2月曜日、梶賀町）
- 尾鷲神社どんど焼き（1月15日、北浦町）
- 石経（いしぎょう）（1月17日、須賀利町）
- 尾鷲神社尾鷲ヤーヤ祭り（1月31日扉開き・2月1日在周り・2日 - 4日練り・5日道中手踊り、旧町内）
- 篝堂（かがりどう）山の神（2月7日、矢浜岡崎町）
- 高宮神社えびす祭り（2月11日、須賀利町）
- 氏神祭り（2月11日早田神社の神事、12日稲荷神社の神事、早田町）
- 九木神社延喜祭（2月25日、九鬼町）
- 向井弁財天神社大祭（旧暦の3月3日、向井）
- 尾鷲神社お宮の日（3月8日、北浦町）
- 岬神社例祭（4月第1日曜日、九鬼町）
- 尾鷲神社茅輪神事（6月30日、北浦町）
- 御山まつり（6月28日～7月1日、三木里町）
- 九木神社例大祭（7月25日、九鬼町）
- 八柱神社祭礼（9月9日、向井）
- 若宮八幡宮例大祭（9月13日、新田町）
- 八幡神社祭礼祭（9月15日神事・16日道中手踊り、北浦町）
- 九木神社神送り神事（9月24日、九鬼町）
- 九木神社神迎え神事（10月24日、九鬼町）
- 三木浦稲荷神社例大祭（11月1日、三木浦町）
- 古江神社例大祭（11月1日、古江町）
- 山王神社例祭（11月7日、賀田町）
- 飛鳥神社例祭（11月14日宵宮・15日本祭り、曽根町）
- にらくら祭り ひょうけんぎょう（12月31日 - 1月1日、九鬼町）

### 神社

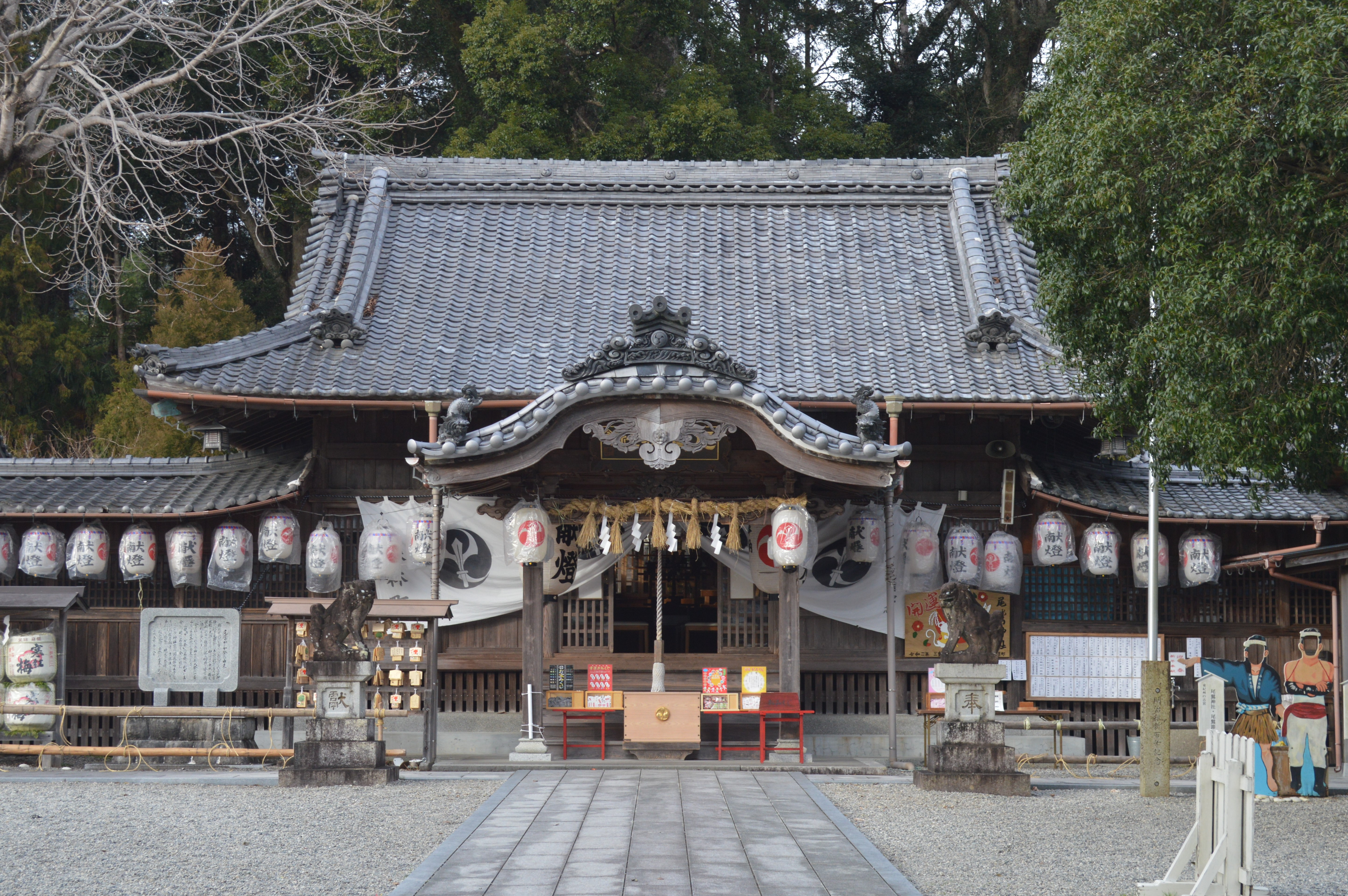
尾鷲神社

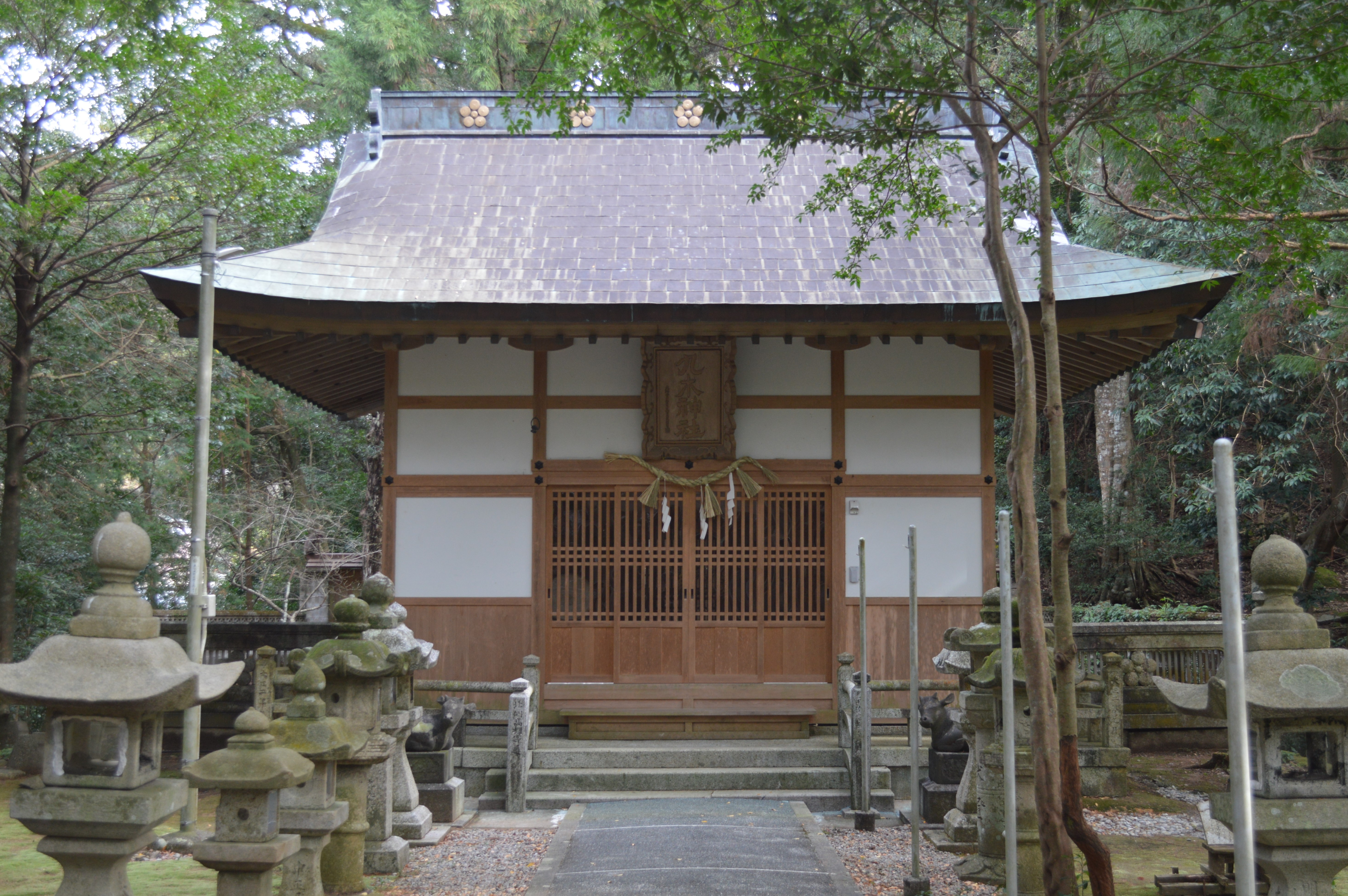
九木神社

- 尾鷲神社（建速須佐之男命・櫛御気野命、北浦町）
- 八幡神社（応神天皇・大綿津見神、北浦町）
- 稲荷神社（北浦町）
- 浅間神社（北浦町）
- 天下大水神社（倉ノ谷町）
- 国市神社（矢浜町）
- 弁財天（向井地区）
- 八幡神社（応神天皇、行野浦）
- 稲荷神社（行野浦）
- 弁財天（行野浦）
- 高宮神社（伊吹戸主命・天照大御神・天兒屋根命、須賀利町）
- 九木神社（菅原道真・大巳貴命・玉少彦命・事代主命、九鬼町）
- 岬神社（九鬼町）
- 早田神社（譽田別命・倉稲魂命・大山祇命、早田町）
- 三木神社（大山咋命・市杵島姫命・天照皇大神、三木浦町）
- 八幡神社（譽田別命、名柄町）
- 三木里神社（譽田別命・高龍神、三木里町）
- 山王神社（大山祇命･倉稲魂命、賀田町）
- 飛鳥神社（速玉男命・事解男命・譽田別命、曽根町）
- 梶賀神社（倉稲魂命・不詳一座、梶賀町）

### 寺院

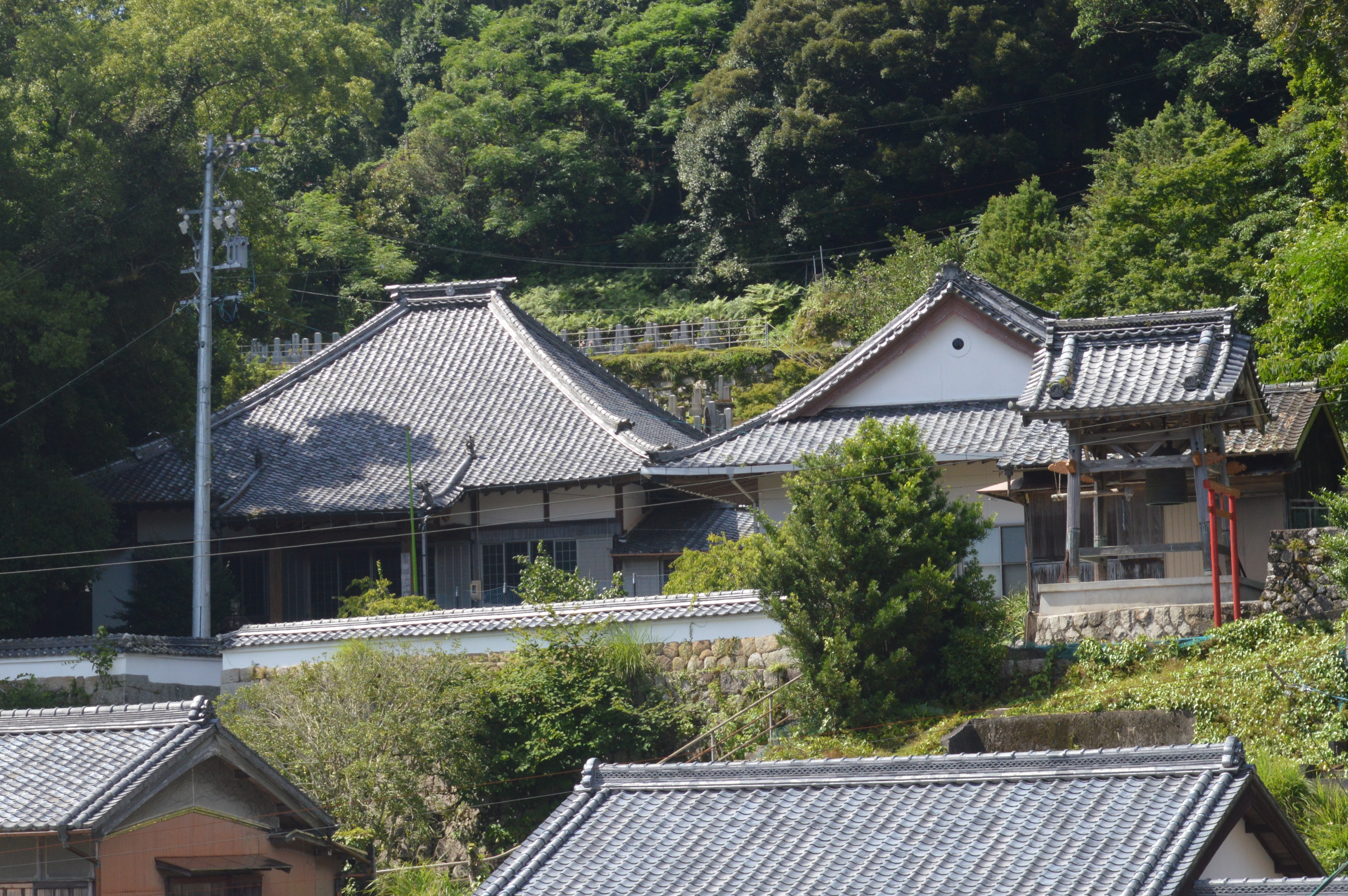
真巌寺

- 安定寺（曽根町）
- 永昌寺（曹洞宗、矢浜）
- 観音寺（向井）
- 光円寺（中央町）
- 光明寺（古江町）
- 金剛寺（曹洞宗、北浦町）
- 地蔵寺（梶賀町）
- 常聲寺（曹洞宗、林町）
- 真巌寺（九鬼町）
- 長楽院（南浦）
- 東禅寺（曹洞宗、賀田町）
- 念佛寺（浄土宗、朝日町）
- 普済寺（須賀利町）
- 法慶寺（正信会、桂ヶ丘）
- 宝盛寺（大曽根浦）
- 法念寺（三木里町）
- 妙長寺（日蓮宗、北浦町）
- 祐専寺（南陽町）
- 龍泉寺（三木浦町）
- 蓮昌院（日蓮正宗、矢浜）
- 北水山　観音寺（曹洞宗、早田町）

### 城・砦
- 中村山城（中村山砦）
- 仲氏館
- 関山砦
- 山ノ神砦

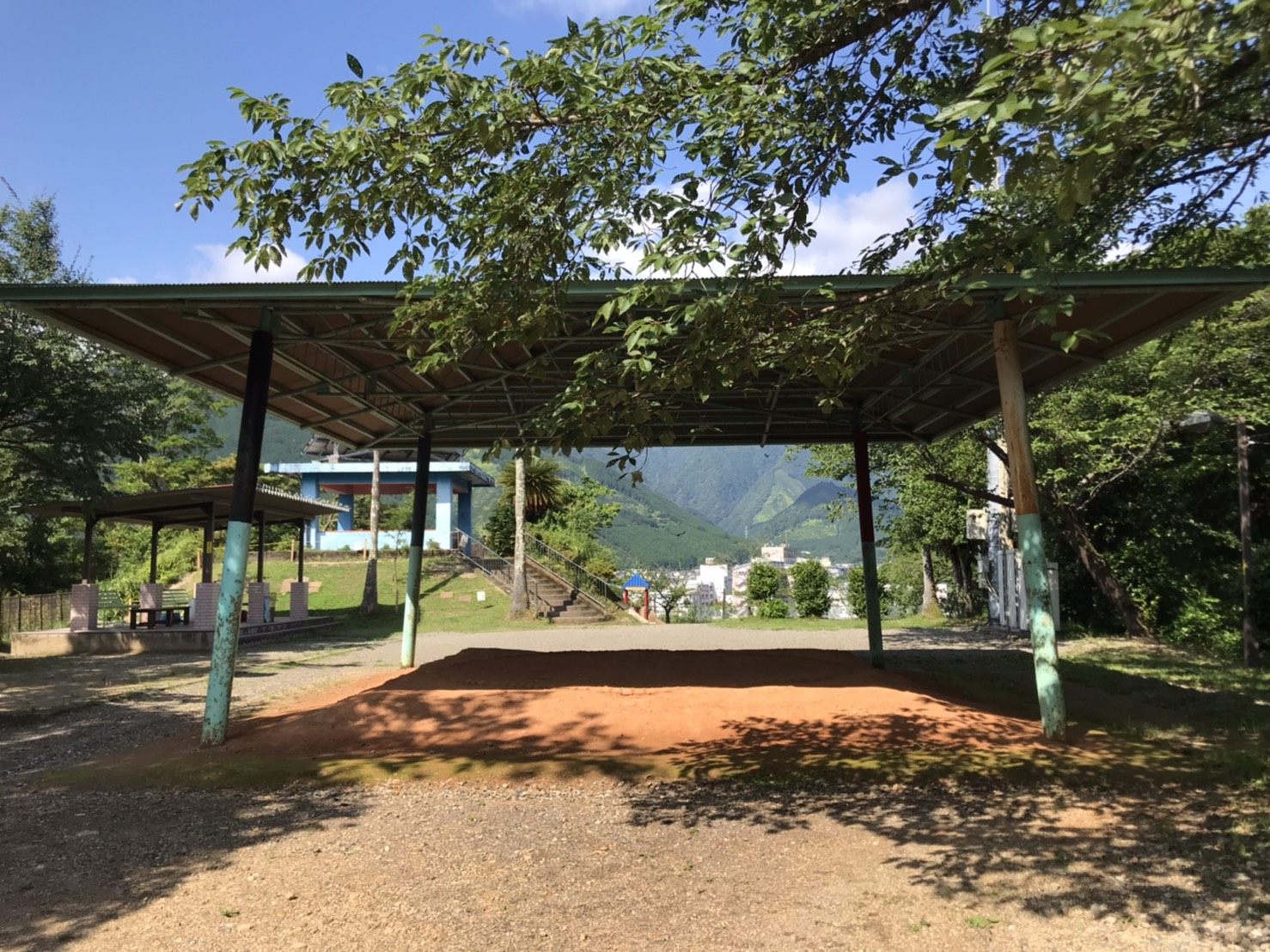
中村山城の本丸（中村山公園）

- 三木城：本丸跡は三木小学校が建つが、城山は市の史跡（1973年）に指定されている[49]。
- 曽根城：市の史跡。
- 賀田城
- 九鬼城（しろのこし）

## 著名な出身者

### 政治家・経済人
- 岩田昭人 - 第7代尾鷲市長
- 加藤千速 - 第8代尾鷲市長、元阪急百貨店常務取締役、元阪急オアシス社長、元アジア太平洋トレードセンター社長
- 土井藤右衛門 - 林業家、醤油醸造家、尾鷲銀行取締役
- 土井八郎兵衛 - 三重県多額納税者、土井林業代表取締役、尾鷲索道社長、尾鷲銀行頭取

### 学者
- 土井治 - 英文学者
- 長野泰一 - インターフェロンの発見者、東京大学名誉教授
- 宮崎道生 - 新井白石研究家、国士舘大学教授、岡山大学名誉教授

### 文化人
- 伊吹有喜 - 著作家[50]
- 宇江敏勝 - 著作家、著述家
- 三鬼陽之助 - 経済評論家

### 芸能人
- 尾鷲義人 - 演歌歌手

### スポーツ選手
- 黒鷲二千郎 - 大相撲力士
- 中子修 - レーシングドライバー
- 福山英朗 - レーシングドライバー
- 湯浅京己 - プロ野球選手（阪神タイガース）
- 上田大河 - プロ野球選手（埼玉西武ライオンズ）
- 石伊雄太 - プロ野球選手（中日ドラゴンズ）
- 神崎公宏 - ソフトテニス選手
- 鬼瓦-プロ格闘家